# サウスカロライナ州

サウスカロライナ州
State of South Carolina

州の愛称: パルメットヤシの州
Palmetto State州のモットー: 息をする限り、希望を持つ事が出来る
ラテン語: Dum spiro spero

サウスカロライナ州（サウスカロライナしゅう、英: State of South Carolina [ˌsaʊθ kærəˈlaɪnə] ( 音声ファイル)）は、アメリカ合衆国の南東部を構成する州。2020年国勢調査による人口は5,118,425人だった。北はノースカロライナ州に、南と西はサバンナ川の対岸であるジョージア州に接しており、東は大西洋に面している。
イギリスから最初に独立した13州の中でも、最初に独立を宣言した植民地だった。その植民地はイングランド国王チャールズ2世から、その父チャールズ1世の栄誉を称えて命名された（チャールズ（Charles）のラテン語名はカロルス（Carolus、それの英語読みではカロラス）である）。独立戦争中に連合規約を批准した最初の州となり、アメリカ合衆国憲法は1788年5月23日に批准して8番目となった。南北戦争に先立って、アメリカ合衆国からの脱退を決めたのも最初の州だった（1860年12月20日）。1868年6月25日に合衆国への再加盟が認められた。
アメリカ合衆国50州の中で、陸地面積では第40位、人口では第23位である。州内には46の郡がある。州都はコロンビア市、最多の人口を抱える都市はチャールストン市である。
| 家庭で話される言語（サウスカロライナ州） 2010 | 家庭で話される言語（サウスカロライナ州） 2010 | 家庭で話される言語（サウスカロライナ州） 2010 | 家庭で話される言語（サウスカロライナ州） 2010 | 家庭で話される言語（サウスカロライナ州） 2010 |
| --------------------------------------------- | --------------------------------------------- | --------------------------------------------- | --------------------------------------------- | --------------------------------------------- |
|                                               |                                               |                                               |                                               |                                               |
| 英語                                          | 英語                                          |                                               | 93.39%                                        | 93.39%                                        |
| スペイン語                                    | スペイン語                                    |                                               | 4.23%                                         | 4.23%                                         |

| 人種構成（サウスカロライナ州） 2010 | 人種構成（サウスカロライナ州） 2010 | 人種構成（サウスカロライナ州） 2010 | 人種構成（サウスカロライナ州） 2010 | 人種構成（サウスカロライナ州） 2010 |
| ----------------------------------- | ----------------------------------- | ----------------------------------- | ----------------------------------- | ----------------------------------- |
|                                     |                                     |                                     |                                     |                                     |
| 白人                                | 白人                                |                                     | 64.1%                               | 64.1%                               |
| 黒人                                | 黒人                                |                                     | 27.9%                               | 27.9%                               |
| ヒスパニック                        | ヒスパニック                        |                                     | 5.1%                                | 5.1%                                |
| アジア系                            | アジア系                            |                                     | 1.3%                                | 1.3%                                |
| インディアン                        | インディアン                        |                                     | 0.4%                                | 0.4%                                |
| 混血                                | 混血                                |                                     | 1.7%                                | 1.7%                                |

## 歴史
サウスカロライナ州の開発の歴史は古くメイフラワー号がニューイングランドに上陸する約100年前の1526年にスペイン人が入植を試みたという記録があるが、本格的な入植は1670年にウィリアム・セイレに率いられた入植者160名の上陸に始まった。1729年にノースカロライナ州と分離した。独立戦争を経て他の州と共に独立を勝ち取り奴隷制によるプランテーションによる農業州として大変な栄華をみせた。1860年に奴隷制廃止論者と見ていたリンカーンが大統領に選任されると合衆国から離脱し、1861年後続して脱退した他の南部諸州と共にアメリカ南部連合を結成し、北軍の駐屯するサムター要塞を攻撃して南北戦争の口火を切った。1865年に海への進軍に引き続くシャーマン将軍率いる北軍の侵攻によって主要部は甚大な被害を受けた。南北戦争後は長い低迷の時期が続き、人種差別の強い州であったが最近は海外企業の招致に積極的で経済発展に著しい面を見せる。

### 植民初期

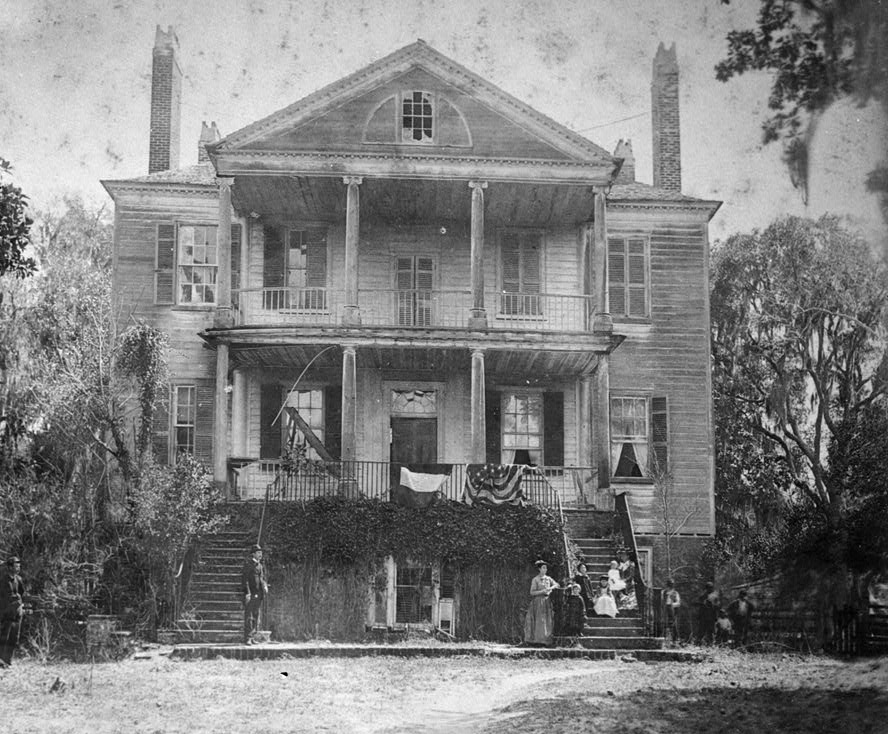
アーカディア・プランテーション。1893年ごろのジョージタウン郡。

カロライナ植民地は、大半がバルバドス諸島からのイギリス人開拓者によって入植された。イングランド王チャールズ2世が王座に返り咲くのを助けた8人の貴族に、カロライナに入植する王室勅許を与えた。カロライナの一部（大半は海岸地域）はさらに以前にスペイン人が入ってきていたが、スペイン人とインディアンの間におきた戦闘によって、スペイン人はフロリダ、キューバ、メキシコおよび中南米に後退していた。カロライナは交易と土地を売却することで利益を出すように計画されていた。イギリス人哲学者ジョン・ロックは、土地分割や社会的順序などの話題を集めた植民地のための憲法を書いていた。植民地初期では、多くの人が土地を買ったわけではなかったので、植民地領主は特定の場所で土地価格を下げた。
カロライナは計画通りに発展しなかった。北部と南部に分けて2つの植民地とした。開拓者が政治的な権力を望んだので政治的な理由から分割された。1719年、カロライナ南部の開拓者はその植民地領主から支配権を取得した。1729年、カロライナはノースカロライナとサウスカロライナという2つの王室領植民地になった。バージニア内陸部の農夫は北カロライナに入植した。彼等はタバコを栽培し、木材やタールというイングランドの海軍で必要とされる物資を売った。北カロライナの海岸には良港が無かったので、農夫の多くはバージニアの港を通じて交易した。
南カロライナはローカントリーの肥沃さと、チャールズタウン（後のチャールストン）など良港があることで繁栄した。開拓地が広がり、鹿皮、木材、牛肉の交易が繁盛した。米を生産していたアフリカの地域から輸入した奴隷の技能と技術を使って、米の栽培が大規模になった。米畑に水を送るためにダムや運河など大規模な土木工事を行った。やはりアフリカ人奴隷の技能を使って発達したインディゴが換金作物になった。青い花をつける植物であるインディゴの栽培と加工は、カリブ海から軍人でもある農園主の父と共に渡ってきた若いイギリス系の娘エリザ・ルーカスが発展させた。父が別の場所を任されると、エリザがプランテーションの運営を引き継いだ。インディゴは織物の染料として重要な作物になった。奴隷労働者は換金作物としての米やインディゴの経済的成功に、欠くべからざるものだった。サウスカロライナでは、アメリカ独立戦争の時までに、奴隷人口がイギリス系ヨーロッパ人人口を超えており、南北戦争の時代までこれが州の特徴となった。

### アメリカ独立戦争

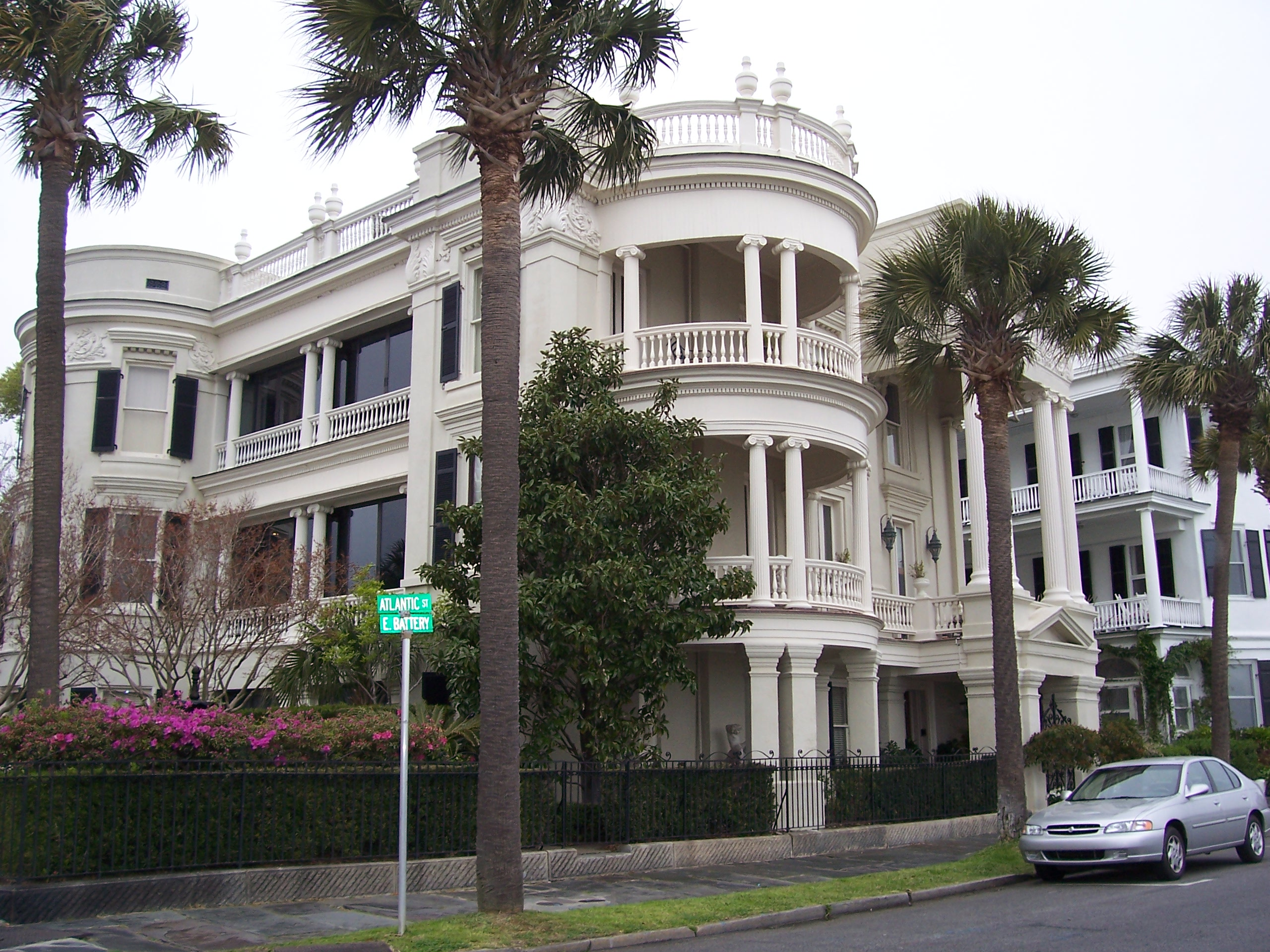
サウスカロライナで良く知られた歴史ある町チャールストン中心街歴史地区にある「ザ・バッテリー」地区の昔の家屋。「ザ・バッテリー」はホワイトポイント・ガーデンズとも呼ばれる。

1776年3月26日、サウスカロライナ植民地はサウスカロライナ憲法を採択し、アメリカで最初の共和国になった。これはアメリカ独立宣言が出される100日ほど前のことだった。ジョン・ラトリッジがサウスカロライナ邦の初代プレジデントになった。1778年3月6日から1779年1月9日まではローリンズ・ラウンズが引き継いだ。1778年2月5日、サウスカロライナはアメリカ合衆国初の政府文書である連合規約を批准した最初の邦になった。しかし、1780年、邦内のロイヤリストがイギリス軍によるサウスカロライナ再占領を助けた。1781年1月17日、カウペンスの戦いにアメリカ軍が勝利し、イギリスの勢いが弱まる始まりとなった。1782年、イギリス軍は終戦までに軍隊を引き揚げることを決めた。多くのロイヤリストがサウスカロライナを離れ、その奴隷も連れて行った。
現行アメリカ合衆国憲法に対して、サウスカロライナは1787年9月17日に一旦批准を否決し、1788年5月23日になって批准した。このためにアメリカ合衆国への加盟順は8番目になっている。
アメリカ独立戦争は南部の奴隷制度に動揺を与えた。数多い奴隷が自由を得るためにイギリス当局の下に逃げた。その多くは戦争終盤にイギリス兵と共にアメリカを離れた。他にも混乱の中で友好的と考えられる場所に逃げて自由を確保した者もいた。25,000人（当時サウスカロライナにいた奴隷の30%）が逃亡し、戦争の混乱の中で他所に移住するか死んだと推計されている。

### 建国初期
1783年から1795年のサウスカロライナ州では、フィラデルフィア市の中央政府を支持するフェデラリスト（連邦主義者）と通常の人々大多数の間の敵対意識が災いとなった。大衆は「共和協会」の会員であることが多く、トーマス・ジェファーソンやジェームズ・マディソンの民主共和党を支持した。この党はアメリカ合衆国において、特にサウスカロライナで民主主義を強く望んだ。
当時フランスはアメリカの同盟国だったので、多くの人々はフランス革命（1789年-1795年）を支持した。チャールストンの町は国内でもフランスの影響が強い町だった。チャールズ・ピンクニー知事やウィリアム・ムールトリー知事などの指導者は、フランスが北アメリカで政治、戦略および商業的な目標を追求する計画に資金や行動で支援した。サウスカロライナのこのフランス寄りの姿勢と立場は、それから間もないXYZ事件で終わった。

### 南北戦争に至るまで

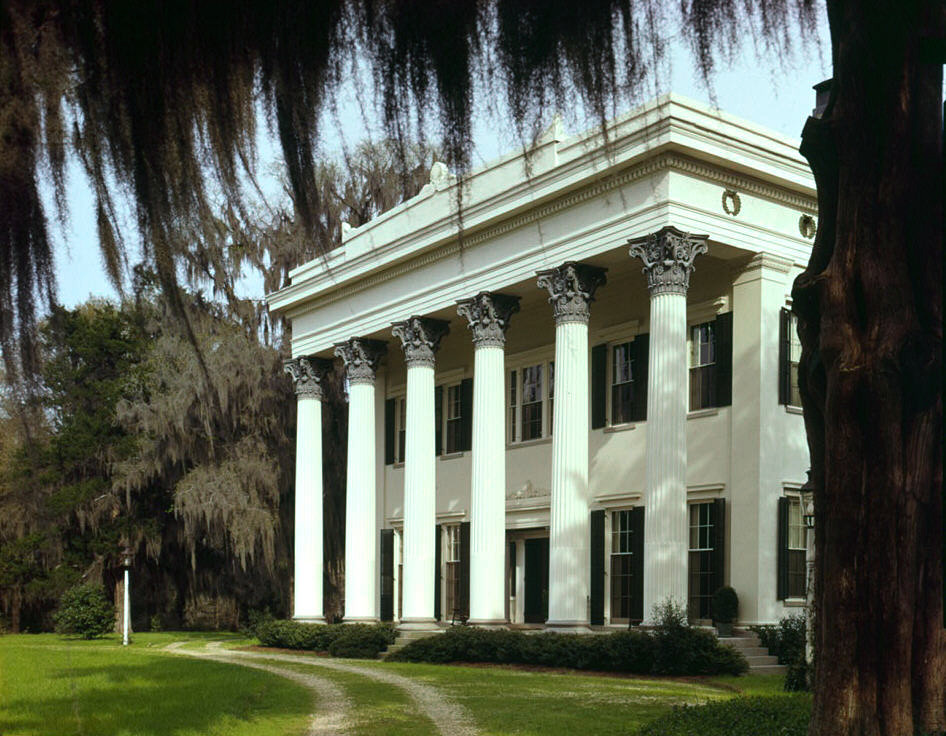
ミルフォード・プランテーション、1839年から1841年に建設。アメリカ合衆国内でも良質なギリシャ復古調様式建築。

南北戦争前のサウスカロライナ州は「無効化」や「脱退」において他の南部州よりも先鋭的だった。無効化の最初の試みは、デンマーク・ビージーが率いた奴隷反乱に続く1822年のことだった。黒人海員法を成立させることで反応し、後にアメリカ合衆国最高裁判所の判事ウィリアム・ジョンソンによって違憲を宣言された。その裁定は強制されなかった。1832年、サウスカロライナ州会議において無効化条例を採択し、連邦政府の1828年と1832年の関税法が違憲であり、1833年2月1日以降サウスカロライナ州では執行されないと宣言した。このことで無効化の危機が起こり、アンドリュー・ジャクソン大統領が議会の承認を得て、強制法により州に連邦法を強制するために必要ならば軍事力を使えるようにした。これはアメリカ合衆国議会が1つの州の脱退する権利を否定した初の事例となった。ジャクソンが力で脅した結果、サウスカロライナ会議が再招集され、3月に無効化条例を廃案にした。
サウスカロライナ州では奴隷制度廃止運動に対する反感が強かった。州選出アメリカ合衆国下院議員プレストン・ブルックスは、上院の議場に入り、先端に金属を付けた杖で、マサチューセッツ州選出アメリカ合衆国上院議員チャールズ・サムナーを殴打した。サムナーが気絶するまで傷つけたので、サムナーは数か月間議場に出て来られなくなった。これは、サムナーが上院での演説で奴隷制度を攻撃し、サウスカロライナ州人を侮辱したことに対する報復だった。ブルックスは下院議員を辞職し、故郷に帰って英雄扱いを受けた。

### 南北戦争
1860年12月20日、その前にエイブラハム・リンカーンが次期大統領になることが明らかになっており、サウスカロライナ州はアメリカ合衆国からの脱退を宣言した最初の州になった。1861年4月12日、南軍の砲台がチャールストン港にあった連邦軍のサムター砦に対する砲撃を始め、南北戦争が始まった。北軍の海軍がチャールストン港を封鎖し、シー諸島を占領した。農園主は家族と（時には奴隷も）共に内陸に逃れた。
北軍は奴隷を解放する実験を始め、彼等を教育し、耕作する農場を与えた。サウスカロライナの軍隊は南軍の主要作戦に参加したが、州内では大きな戦闘が起こらなかった。1865年初期にウィリアム・シャーマン将軍の軍隊が州内を通過し、多くのプランテーションを破壊し、2月17日には州都コロンビアを制圧した。その夜から翌朝にかけて大火が発生し、市中心部の大半が破壊された。戦中にサウスカロライナ出身の兵士18,666人が死亡し、出征できる年齢の白人男性人口の3分の1に近かった。

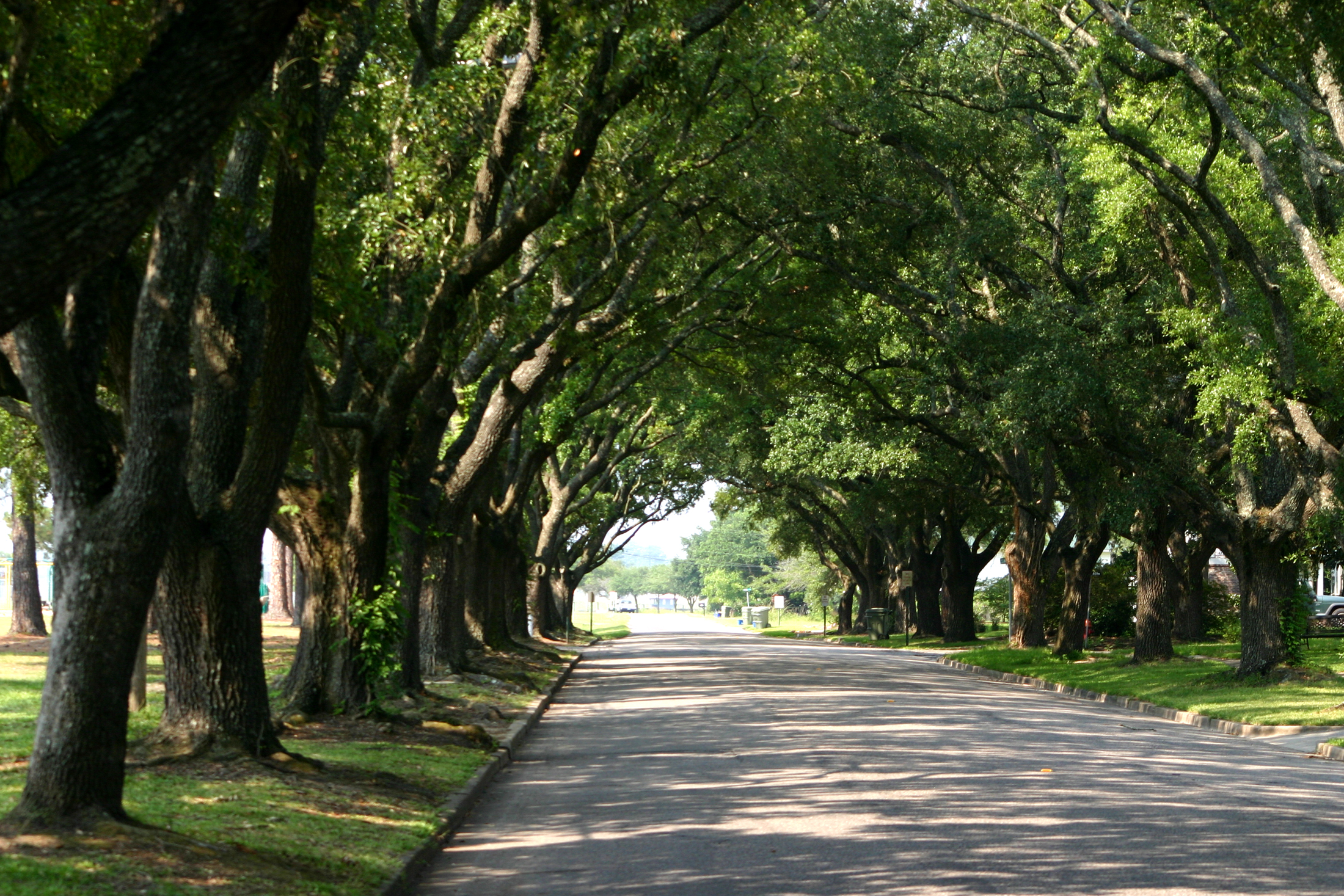
ジョージタウンのイーストベイ通り。海岸部の町や都市はハリケーンの防風のためにオークの並木で道にアーチが造られている。

### レコンストラクション
戦後、サウスカロライナ州はレコンストラクション中にアメリカ合衆国に再加盟した。アンドリュー・ジョンソン大統領のレコンストラクション（1865年-1866年）では、解放奴隷が制限付き権利を与えられた。急進的レコンストラクション時代（1867年-1877年）では、共和党が解放奴隷、カーペットバッガー、スキャラワグと連衡し、連邦軍に支えられて政治を支配した。1877年妥協の結果として連邦軍が撤退し、レコンストラクションは終わった。白人民主党がレッド・シャーツなど準軍隊的な集団を使って黒人有権者を脅し、暴力行為に及んだ。保守的な白人リディーマーと、事業よりのバーボン民主党の下に州の政治支配を取り戻した。
1868年アメリカ合衆国大統領選挙まで、大統領の選挙人は有権者でなく、州議会が選んでいた。この方式を採ったことでは最後の州になった。1871年10月19日、ユリシーズ・グラント大統領が、クー・クラックス・クランの支配下にあるサウスカロライナ州の9郡で、人身保護令状の発行を保留させた。グラント政権の司法長官エイモス・T・アカーマンが指導して数百人のクー・クラックス・クラン隊員が逮捕され、一方2,000人の隊員は他州に逃亡した。これは南部におけるクー・クラックス・クランによるアフリカ系アメリカ人と白人有権者に対する暴力を抑圧するためだった。

### ポピュリストと農民運動
1890年代のポピュリストと農民運動の時代には、サウスカロライナが人種問題と経済的衝突の温床になった。1895年に新しくポピュリスト憲法が成立し、人頭税、居住資格、識字試験を導入することで、ほぼ全ての黒人と貧乏白人から選挙権を事実上取り上げた。1896年、アフリカ系アメリカ人は人口の過半数を占めていたが、有権者名簿に残っている者は5,500人に過ぎなかった。1900年国勢調査では、アフリカ系アメリカ人が州人口の58%以上を占めていたが、782,509人は選挙権を持たなかった。
ポピュリストの"ピッチフォーク・ベン・ティルマン"州知事がこの選挙権剥奪を率いた。1890年代から1910年まで貧乏白人農夫を地盤として州政界を支配した。1895年の憲法制定会議のとき、別の者が提案した「一滴ルール」を州が採用することを支持した。これは白人とアフリカ系アメリカ人を先祖に持つ者との結婚を禁じるものだった。会議に参加していた者の中には、著名な白人家族が影響を受けると認識している者もいた。1853年のバージニア州で同様な提案に対する同様な議論が行われていた。サウスカロライナ州は当面この法の採用を延期した。

### 女性の権利
2012年時点で、サウスカロライナ州は州議会議員に占める女性の比率が10.0%であり、50州の中で最低である。全国平均は23.7%、最高はコロラド州の40%である。女性の参政権を認めたアメリカ合衆国憲法修正第19条を、サウスカロライナ州は一旦否定した。後の1969年7月1日になって州議会はこの修正案を批准した。

### 20世紀から現在
20世紀初期、サウスカロライナでは繊維産業が隆盛した。農業は綿花からより利益の出る作物に転換し、軍事基地を誘致し、観光産業を創り出した。21世紀に入ると、法人所得税5%、資産税の州分無し、地方所得税無し、在庫税無し、製造機器・工業用電力・完成品材料に対する消費税無し、卸売り税無し、世界的な利益に対する統一税無しで、新企業を誘致した。
1962年州会議事堂に掲げられたアメリカ連合国の国旗を巡って議論が続いてきた。州会議事堂はサウスカロライナ大学キャンパスのすぐ隣にあるので、裁判所が命令した学校の人種統合命令に対して抗議しているように見られた。1994年、この旗を降ろすよう求めた訴訟が起こされた。2000年7月1日、サウスカロライナ州はフリッツ・ホリングス州知事が在任の1962年に掲げた旗を降ろし、そのようにした州としては最後のものになった。2000年4月12日に州上院で、旗を降ろす法案が賛成36票反対7票で可決された。その法案ではアメリカ連合国旗を州会議事堂の前庭にある戦争で倒れた南軍兵のための記念碑に並べて掲げることとしていた。州下院ではこのことに関する議論が白熱し、記念碑の側に掲げるアメリカ連合国旗掲揚台の高さを30フィート (9 m) とすることを付け加え、法案は賛成66票反対43票で可決された。記念碑横に掲げられた旗はさらなる議論の火付け役となった。全米黒人地位向上協会はサウスカロライナ州に対する経済的ボイコットを続けている。全米大学体育協会は、サウスカロライナ州が協会の行事を主催することを、それが前もって決まっていたことでも拒否している。2009年7月6日、アトランティック・コースト・カンファレンスは、サウスカロライナ州がアメリカ連合国旗を掲げ続けていることに関する全米黒人地位向上協会の抗議を取り上げ、サウスカロライナ州から今後3回の野球選手権を外す決定を表明した。
2013年1月1日からサウスカロライナ州は、新生児の早産についてメディケイドと民間保険への支払を行わないと宣言し、そうした州の最初期のものとなった。この早産の定義は、医学的にそうする理由が無いのにもかかわらず、妊娠期37週から39週の間に陣痛誘発剤あるいは帝王切開を行って、人為的に早く産んだものを指している。この決断は、より健康的な新生児を産み、また州の不必要な費用を削減する狙いがある。

## 地理

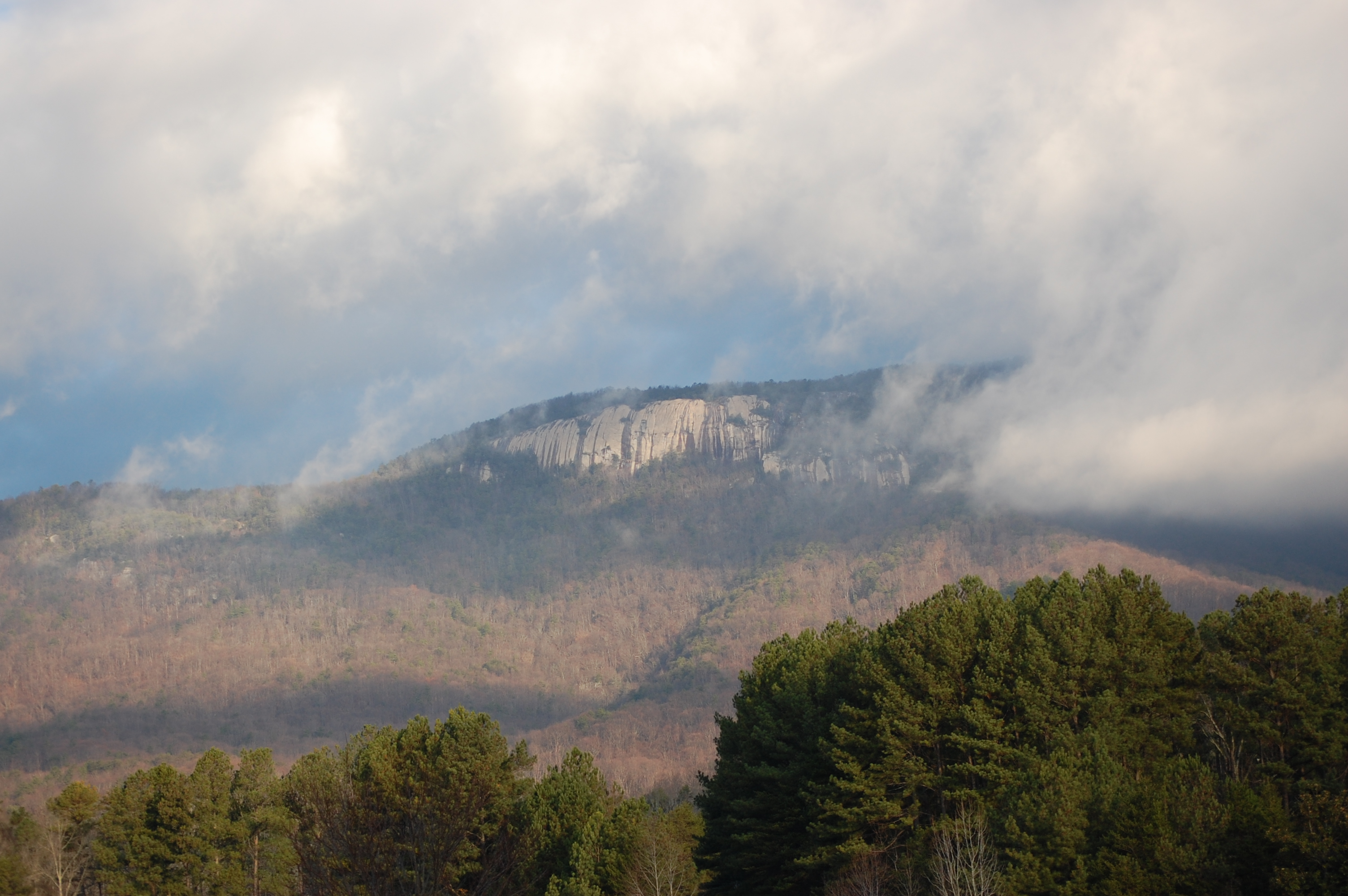
州内山岳部にあるテーブルロック州立公園。

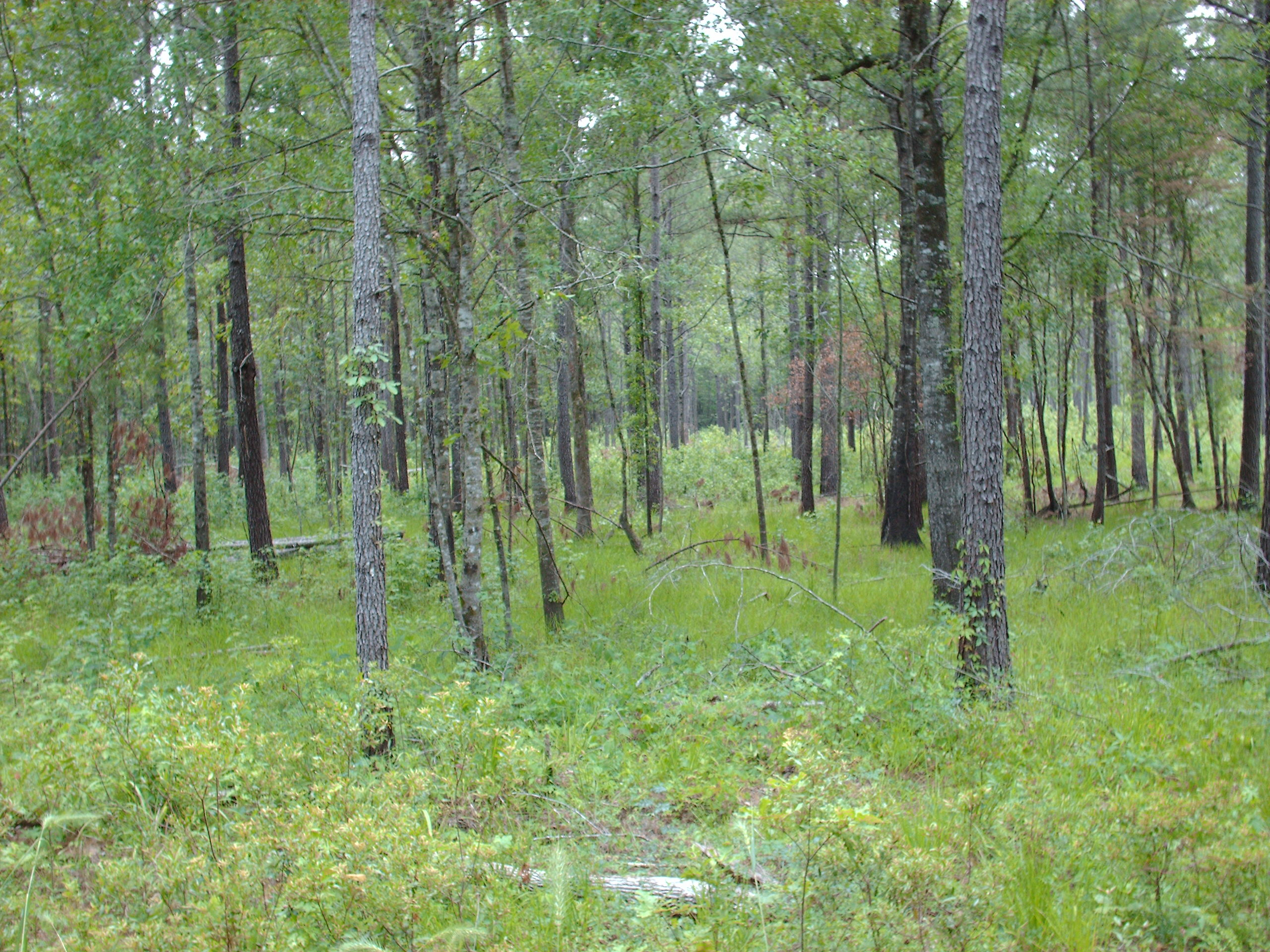
バークレー郡のフランシス・マリオン国立の森。

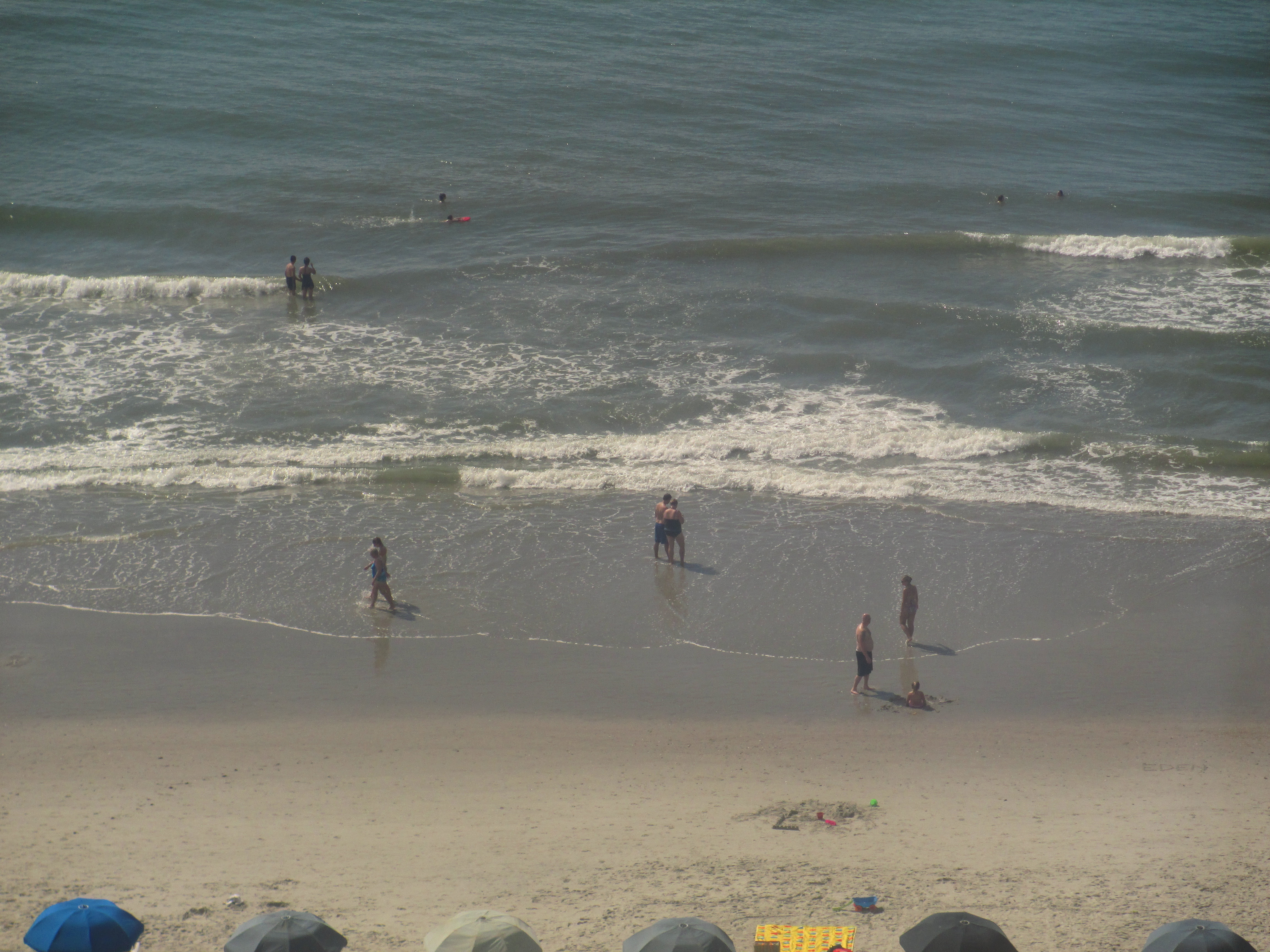
マートル海浜でゴミを拾う人々。2012年7月16日朝、リゾートホテルの9階から撮影。

サウスカロライナ州は北部でノースカロライナ州、南部と西部でサバンナ川を境に位置するジョージア州、及び東部で大西洋と接している。
サウスカロライナ州は4つの地形的地域で構成され、その境目は大西洋海岸線にほぼ平行している。南東部の低地はローカントリーと呼ばれる沿岸平原であり、外郭部と内側の2地域に分けられる。海岸は北から南にグランド・ストランド、サンティ川デルタ、シー諸島の3地域に分けられる。さらにその内陸は数百万年前にサウスカロライナの海岸であった古代の砂丘、サンドヒルズがある。川を船が遡行できる限界である滝線が、サンドヒルズとうねりのある丘陵と粘土土壌のピードモント台地の境界になる。州の北西隅はブルーリッジ山脈であり、地形的地域の中では面積最少である。
海岸線には多くの塩性沼沢や入り江があり、またジョージタウンやチャールストンなど自然の良港がある。沿岸平原の他とは異なる特徴はカロライナ・ベイズと呼ばれる無数のへこみであり、その原因は不明である。形状は楕円形で北西から南東に向かって並んでいる。地勢は平坦であり、土壌は砂、シルト（沈泥）、粘土など、新しい堆積物である。排水のよい地域は優良な農地だが、幾らかは湿地になっている。沿岸平原の自然が残る地域は大西洋中部海岸森林の生態地域となっている。1986年に大西洋沿岸のウィニャ湾のヨーキー野生生物センター、ジョージタウン郡のサンティー海岸保護区、ウォシュー保護区、ケイパーズ島、ホブコー・バロニーおよびケープ・ロメイン国立野生動物保護区一帯は「カロライナ南大西洋生物圏保護区」としてユネスコの生物圏保護区に指定されたが、2017年に同国内の他16か所と共に登録が撤回された。生物圏保護区内にはバリアー島、砂浜、砂丘、塩性湿地、海岸林、干潟、淡水と汽水の池、開放水域など多様な地形があり、カッショクペリカン、アカウミガメ、アメリカアカオオカミなど様々な動物が生息している。
沿岸平原の西側がサンドヒルズ地域である。この地域は陸地が沈降していたか、海面が上がっていた時代からの海岸砂丘の名残である。
ピードモント台地地域は古代の浸食を受けた山の連なりにとって根っこにあたる。概して丘陵であり、薄く石の多い粘土土壌に覆われ、幾らかは農業に適した地域がある。この地域で農業が行われたが、あまり成功はしなかった。現在は植林が進んでいる。この森は南西部混合林生態地域に入っている。ピードモント台地の南東縁が滝線であり、川が沿岸平原に向かって落ちている。この滝線は以前に重要な水力源だった。このエネルギーを生かした工場が建設され、コロンビアなど幾つかの都市を成長させた。大きな川は滝線まで航行可能であり、工場町の交易ルートを提供していた。
ピードモント台地の北西部はフットヒルズとも呼ばれている。この地域を抜けるチェロキー・パークウェイは景観の良い道路である。ここにテーブルロック州立公園がある。
最も高度が高いのがブルーリッジ地域であり、アパラチア山脈南部の連なりの一部としてノースカロライナ州からジョージア州まで続くブルーリッジ山脈の断崖がある。州内で自然の最高地点、標高3,560フィート (1,090 m) のササフラス山がこの地域にある。またシーザーズヘッド州立公園もある。ここの環境はアパラチア・ブルーリッジ森林生態地域のものである。サウスカロライナ州とジョージア州の州境であるサバンナ川は水流下りの観光地になっている。
国立公園局の管轄地域は以下が含まれる：
- チャールズ・ピンクニー国立歴史史跡（マウントプレザント）
- コンガリー国立公園（ホプキンス）
- カウペンス国立戦場跡（チェスニー近郊）
- ムールトリー砦国立記念碑（サリバン島）
- Fort Sumter National Monument（チャールストン・ハーバー）
- キングスマウンテン国立軍事公園（ブラックスバーグ）
- ナインティシックス国立歴史史跡（ナインティシックス）
- オーバーマウンテン勝利国立歴史道

### 湖

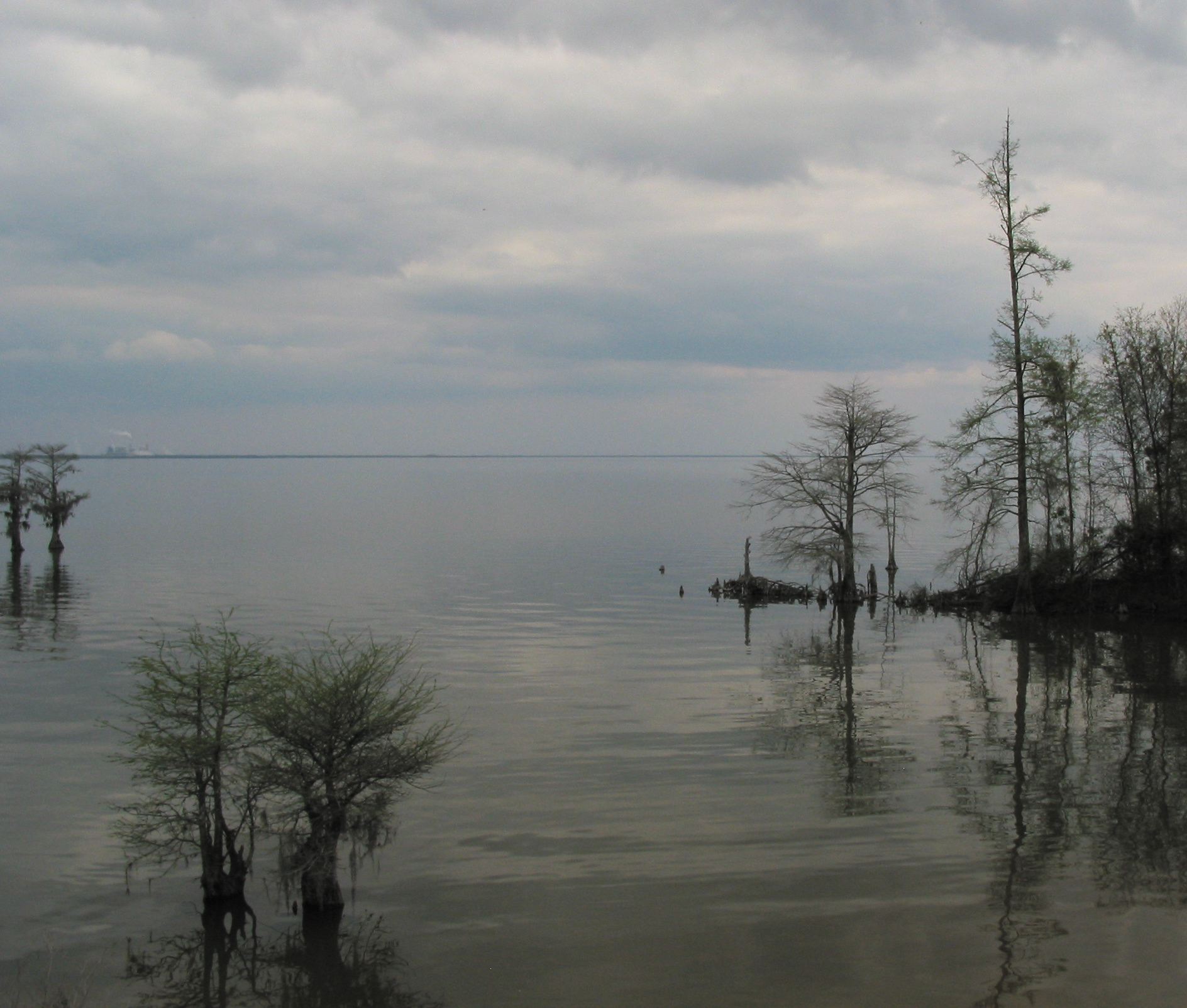
ローカントリーにあるムールトリー湖。

州内には総面積683平方マイル (1,770 km2) に及ぶ幾つかの大きな湖がある。次のリストは大きなものからの順である。
- マリオン湖（11万エーカー、450 km2）
- ストローム・サーモンド湖、別名クラークスヒル湖（7.11万エーカー、290 km2）
- ムールトリー湖（6万エーカー、240 km2）
- ハートウェル湖（5.6万エーカー、230 km2）
- マレー湖（5万エーカー、200 km2）
- リチャード・B・ラッセル湖（26,650エーカー、110 km2）
- キオウィ湖（18,372エーカー、70 km2）
- ワイリー湖（13,400エーカー、50 km2）
- ウォータリー湖（13,250エーカー、50 km2）
- グリーンウッド湖（11,400エーカー、50 km2）
- ジョカシー湖（7,500エーカー、30 km2）

### 地震
州内では地震が起こることがある。最もおおいのが沿岸平原のチャールストン地域である。マグニチュード3以下の地震は年間平均10ないし15個起こっている。1886年のチャールストン地震はアメリカ合衆国南東部でおきた地震として最大のものだった。マグニチュード7.2であり、死者60人、チャールストン市の多くを破壊した。この地域の断層は、表面に厚い堆積層があるために調べるのが難しい。古代断層の多くはプレートの縁よりもプレートの中にあると見られている。

### 気候
サウスカロライナ州は温暖湿潤気候（ケッペンの気候区分Cfa）にあるが、標高の高い地域は大西洋岸よりも温帯の性格が少なくなっている。夏は暑くて湿度が高く、州内の大半で日中の平均最高気温は86°F (30 ℃) から93°F (34 ℃)、夜間の平均最低気温は海岸部の70°F (21 ℃) から74°F (23 ℃) 、内陸部の66°F (19 ℃) から73°F (23 ℃) と変化する。冬季の気温は場所によって変化がある。海岸部は温暖であり、平均最高気温は60°F (16 ℃) に近くなり、夜間の平均最低気温は40°F台 (5–8 °C)である。内陸のコロンビアでは、1月夜間の平均最低気温が32°F (0 ℃) 近辺になり、高地では氷点下になる。降水量はほぼ全州で年間を通じて豊富だが、海岸部では夏にやや雨が多く、内陸部では3月が最も雨量が多く、冬は乾燥し、11月の雨量が最少となる。過去最高気温は2012年6月29日にジョンストンとコロンビアで記録された113°F (45 ℃) 、過去最低気温は1985年1月21日にシーザーズヘッドで記録された-19°F (-28 ℃) である。
降雪は州の大半で希なことであり、沿岸部では年間平均で1インチ (2.5 cm) 未満である。海岸部（特に南部海岸）では全く降雪の無い年も比較的多い。内陸部ではもう少し雪が降るが、年間12インチ (30 cm) を超える所は無い。最北西部の山岳地は積雪量もかなりのものになる傾向がある。多くの地域では雪や雨よりも冷たい雨や氷雨の方が多い。州内の橋には「道路前の橋は凍結」と書かれているのが通常である。

#### ハリケーンと熱帯低気圧

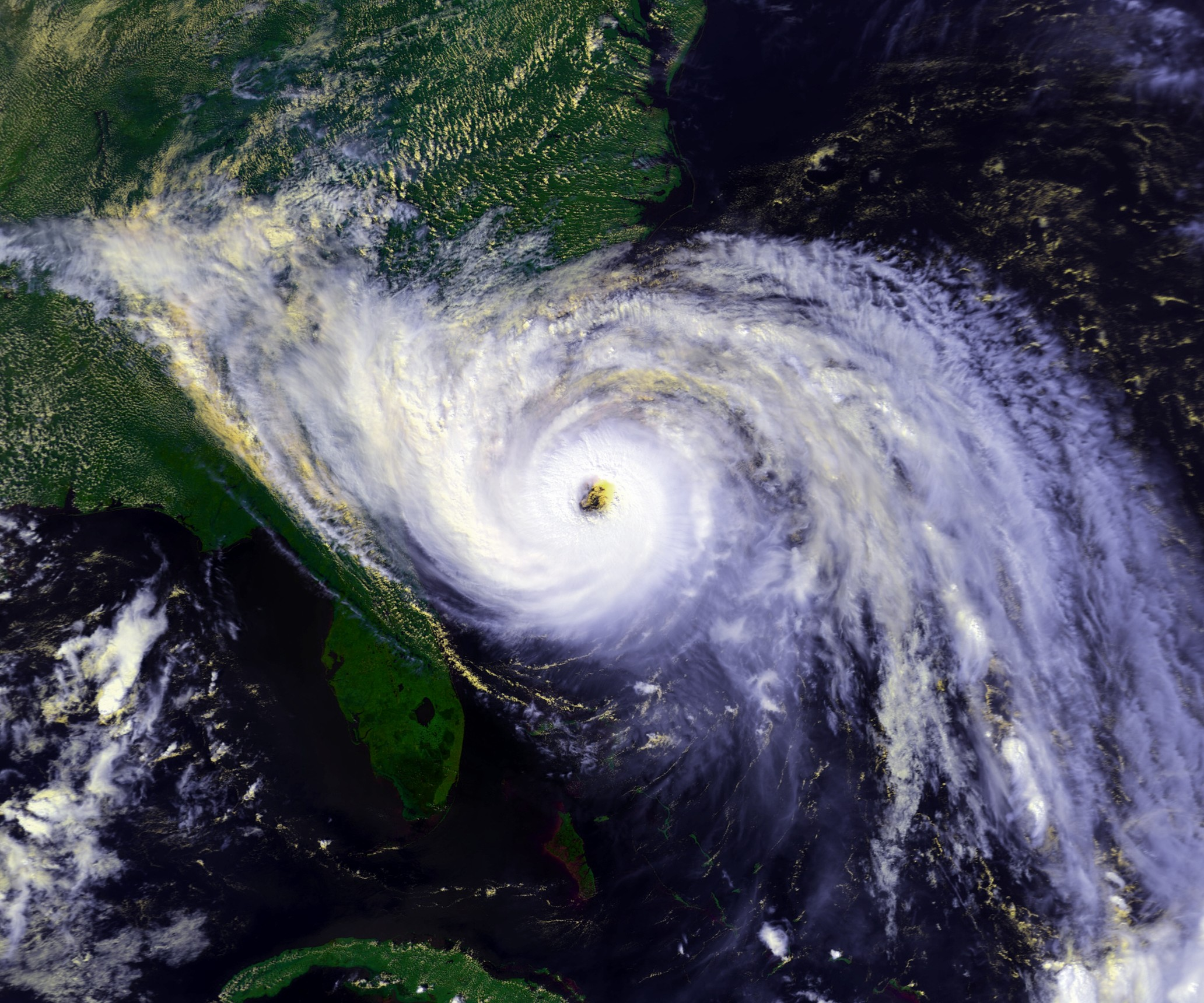
1989年に襲来したカテゴリー4のハリケーン・ヒューゴ。

時として熱帯低気圧の影響を受けることがある。6月1日から11月30日まで続くハリケーンの季節は毎年心配させられる。大西洋岸の南西部では、ベルデ岬のシーズンである8月から10月初旬が最も多い時期になる。これまでサウスカロライナ州を襲った台風の中では、1954年のハリケーン・ヘイゼル（カテゴリー4）と1989年のハリケーン・ヒューゴ（カテゴリー5）が大きかった。年間平均50日の雷雨の日がある。南にある州よりはいくらか少なく、メキシコ湾岸の州よりも竜巻の発生頻度はやや少ない。幾つかの大きな竜巻が州内を襲ったことがあり、年間平均発生数は14個ほどである。雹は地表の温度が上空の空気よりも高いときに起こりやすく、州内の雷雨と共に起こるのが普通である。

## 人口動態

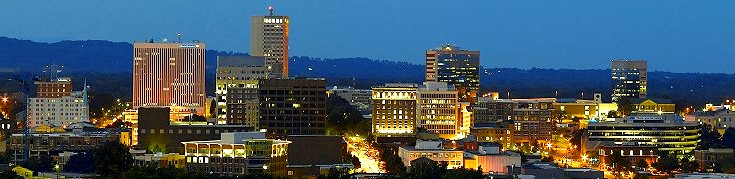
夕暮れのグリーンビル市スカイライン。

アメリカ合衆国国勢調査局の推計では、2012年7月1日時点のサウスカロライナ州人口は5,118,425人であり、2010年国勢調査と比較して493,061人、10.66%の増加だった。
サウスカロライナ大学アーノルド公衆衛生校ラテン系移民研究組合に拠れば、2000年から2005年の間に、州内の外国生まれ比率が他州よりも成長速度が高いとしている。
サウスカロライナ州の人口重心はコロンビア市がある、リッチランド郡となっている。
2010年時点で、サウスカロライナ州の人種的な構成は次のとおりだった。
- 66.2% 白人（非ヒスパニック系は64.1%）
- 27.9% 黒人
- 1.3% アジア人
- 0.4% インディアン
- 0.1% 太平洋諸島系
- 1.7% 混血
- 5.1% ラテン・ヒスパニック系

州内で2000年に申告された祖先による構成比は、アフリカ系 (29.5%)、アメリカ人 (13.9%)、ドイツ系 (8.4%)、イギリス系 (8.4%)、アイルランド系 (7.9%) だった。

### 宗教
- プロテスタント 86%
  - バプテスト 47%
  - メソジスト 16%
  - 長老派教会 4%
- ローマ・カトリック 6%
- 他のキリスト教 2%
- 他の宗教 1%
- 無宗教 3%

## 先住民の部族

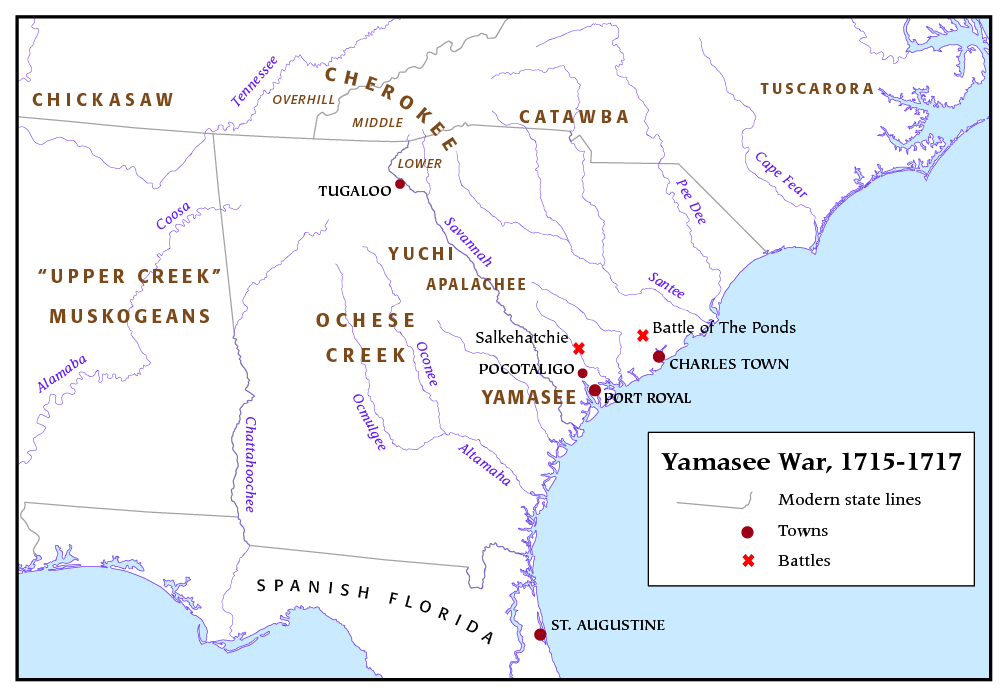
1715年から1717年にかけて起きた「ヤマシー戦争」で、サウスカロライナ入植政府は壊滅に近い状態となった。

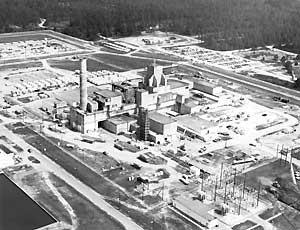
低レベル放射性廃棄物最終処分場「サバンナ川サイト」」

カタウバ族の保留地は、ヨーク郡（赤い部分）の北端にある。

カタウバ族、チェロキー族、チアハ族、チカソー族、コンガリー族、クリーク族、クサボ族、エノ族、ケヤウェー族、ナッチェス族、ピーディー族、サルダ族、サンテー族、セウェー族、シャコリ族、ショーニー族、シッシパホー族、サゲリー族、ワッカマウ族、ワテリー族、ワハウ族、ウィンヨー族、ヤマシー族、ユチ族など、かつて20を超えるインディアン部族が先住していた。
サウスカロライナ州では古くから、イギリス人奴隷商人によるインディアン奴隷の売買が重要な経済となっていた。イギリス人は銃や毛布と引き換えにインディアンから奴隷を買い入れ、テネシー州やミシシッピー河周辺の白人入植地に送り込んだ。1670年ごろから始まったこのインディアン奴隷売買は、「ヤマシー戦争」が終わった1717年まで続いた。
1715年、白人入植政府に対し、ヤマシー族、クリーク族、チェロキー族、チカソー族、カタウバ族、アパラチー族、アパラチコラ族、ユチ族、サバンナ川ショーニー族、コンガリー族、ワハウ族、ピーディー族、ケープ・フィアー族、チェロー族ほか多数のインディアン部族連合が戦いを挑んだ。「ヤマシー戦争」と呼ばれるこの戦争は1717年まで続き、多くのインディアンが奴隷に売られ、部族人口を減らし、分散させられた。クリーク族は西方へ逃げ、上クリーク・バンドとなった。
さらに、19世紀に多くの部族が他州に強制移住させられるか「絶滅部族」扱いとなった。現在、同州でアメリカ連邦政府が公式認定し、自治権限の強い連邦の保留地（Reservation）を領有している部族はカタウバ族のみである。
カタウバ族は1962年にアメリカ連邦政府の公認を取り消され、保留地の保留を解消されて「絶滅部族」とされたが、その後の再認定要求係争によって1993年に再公認され、インディアン部族として「復活」した。
また、2005年から2007年にかけて、サウスカロライナ州政府によって「ピーディー族」や「ナッチェス族」などが部族認定された。同州は広く「インディアン部族」、「インディアンのバンド（集団）」、「インディアンの相互営利団体」の三つを承認対象としている。多くの部族が引き続き、強い自治権を保証される連邦からの公式認定を要求中である。
ジョージア州との州境にある東チェロキー族の居住地域には、原子力産業から排出される低レベル放射性廃棄物の最終処分場「サバンナ川サイト」があり、現在、周辺チェロキー族への深刻な健康被害が懸念されている。
| ≪アメリカ連邦政府が公式認定している部族≫ - 「カタウバ族」 ≪アメリカ連邦政府は公認していないが、サウスカロライナ州政府が公認した部族・団体≫ - 「ピーディー族」 - 「ピーディー族・サウスカロライナ」 - 「ピーディー族・ビーバー・クリーク・バンド」 - 「ピーディー族・上部サウスカロライナ」 - 「サンテー族」 ※サンテ・スー族（ダコタ族）とは関係ない。 - 「ワッカマウ族」 - 「バーナータウン・ワッカマウ族」 - 「チャロクロワ・チカソー族」 - 「チェロキー族」 - 「東チェロキー族」 - 「下東チェロキー族」 - 「サウスカロライナ・チェロキー族」 - 「ナッチェス族」 - 「ワッサマッソー族（バーネルタウン・インディアン）」 - 「サウスカロライナ・アメリカインディアン商工会議所」 - 「エジスト族インディアン機構」（クッソー・ナッチェス族） - 「ピエモンテ・アメリカインディアン協会サウスカロライナ」 | ≪アメリカ連邦政府もサウスカロライナ州政府も公認していない部族・団体≫ - 「アメリカインディアンセンター・サウスカロライナ」 - 「カロライナ・インディアン生得権協会」 - 「サマーヴィル・インディアン」 - 「チコラ・シャコリ族」 - 「チコラ・ワッカマウ族」 - 「クロアタン族」 - 「チェロキー族」 - 「ブロード川バンド」 - 「チカマウガ・チェロキー族」 - 「熊の氏族」 - 「自由チェロキー・チカマウガ」 - 「ウェストバージニア・チェロキー連合」 - 「エジスト族（ナッチェス族・クッソー族）」 - 「四つの穴のインディアン機構」 - 「松の丘のインディアン共同体」 - 「馬の渓流のインディアン生得権協会」 - 「小さな馬の渓流のアメリカインディアン文化センター」 - 「小さな馬の渓流のアメリカインディアン協会」 - 「中部地方の部族相互権利拡大グループ」 - 「チェロー族・サムター・バンド」 - 「ワッカマウ・スー・インディアン協会」 |

### インディアン・カジノ
同州で「インディアン･カジノ」を運営するインディアン部族は、連邦認定を受けているカタウバ族の1軒のみであるが、現在州政府との係争の末営業停止となっている。
カタウバ族は1980年、連邦裁判所に「サウスカロライナ州が1760年と1763年の連邦条約で保証された保留地14万4000エーカー（約583km2）を巻きあげた」として州を訴え、10年間以上の交渉の後に、1993年に連邦に再認定され「復活」し、再獲得した保留地に「カタウバ族ビンゴ場」を開設した。
2000年に、サウスカロライナ州は「カタウバ族ビンゴ場」内のビデオポーカーを禁止する一方で、2002年には「サウスカロライナ州立宝くじ」を営業開始。カタウバ族のビンゴ場は収益を半減する影響を受けた。2004年にカタウバ族はこれを営業妨害として、彼らのビンゴ場へのビデオポーカーか、高額賭け率のビンゴ設置許可を要求した。2005年に巡回裁判所は1993年のカタウバ部族連邦協定に基づき、ビデオポーカーの営業が可能と裁決し、これを受けて「カタウバ族ビンゴ場」は、ビデオポーカーを含む「カタウバ高額賭率ビンゴ場」となった。2007年、サウスカロライナ州最高裁判所は「カタウバ族高額賭率ビンゴ場」でのビデオポーカーを禁止する法令を可決した。カタウバ族はこれを不服として上告した。2007年10月1日、米国最高裁判所はカタウバ族の上告を却下し、州政府はただちにカタウバ族のビンゴ場の営業停止処分を行った。
カタウバ族をはじめ、白人政府の同化政策で文化を破壊され、母族語を失った部族は多い。貧困にあえぐインディアン部族にとって高収益と雇用を生む「インディアン・カジノ」は、部族の文化を再構築するための文化基金の役割も強い。しかし、サウスカロライナ州は「インディアン・カジノ」阻止の方針をとり続けており、他部族のカジノ開設も現在のところ絶望的な状況となっている。
≪サウスカロライナ州のインディアン・カジノ≫
- 「カタウバ族高額掛率ビンゴ場」（現在営業停止）

## 主要な都市及び町
サウスカロライナ州の州都はコロンビア（2020年国勢調査時点の市域人口136,632人、都市圏829,470人、広域都市圏951,412人、すべて州内2位）である。州内の他の2つの主要な中心は州南東部の「ローカントリー」と呼ばれる低地に位置し、州最大の市域人口（150,227人）を抱えるチャールストン、及び州北西部「アップ・ステート」にあり、州最大の都市圏（928,195人）および広域都市圏（1,487,610人）を有するグリーンビル（市域人口は70,720人で州内6位）である。他の主な都市としては、アンダーソン、エイキン、フローレンス、マウントプレザント、マートルビーチ、ノースチャールストン、ロックヒル、スパータンバーグ、及びサムターが挙げられる。歴史的に、ビューフォート及びジョージタウンは重要であり現在はローカルサービス並びに観光に焦点を当てた小さなコミュニティである。

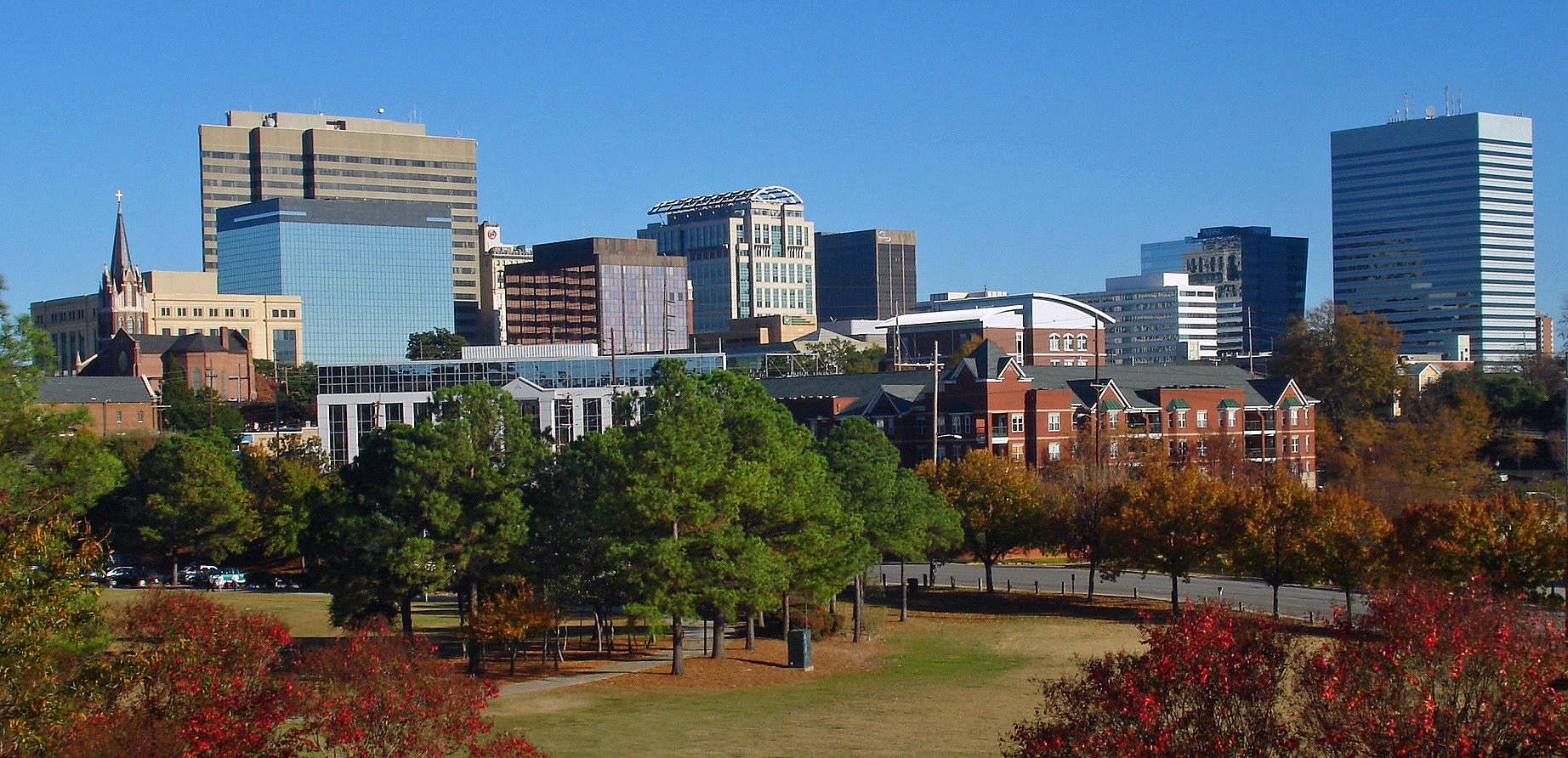
コロンビア
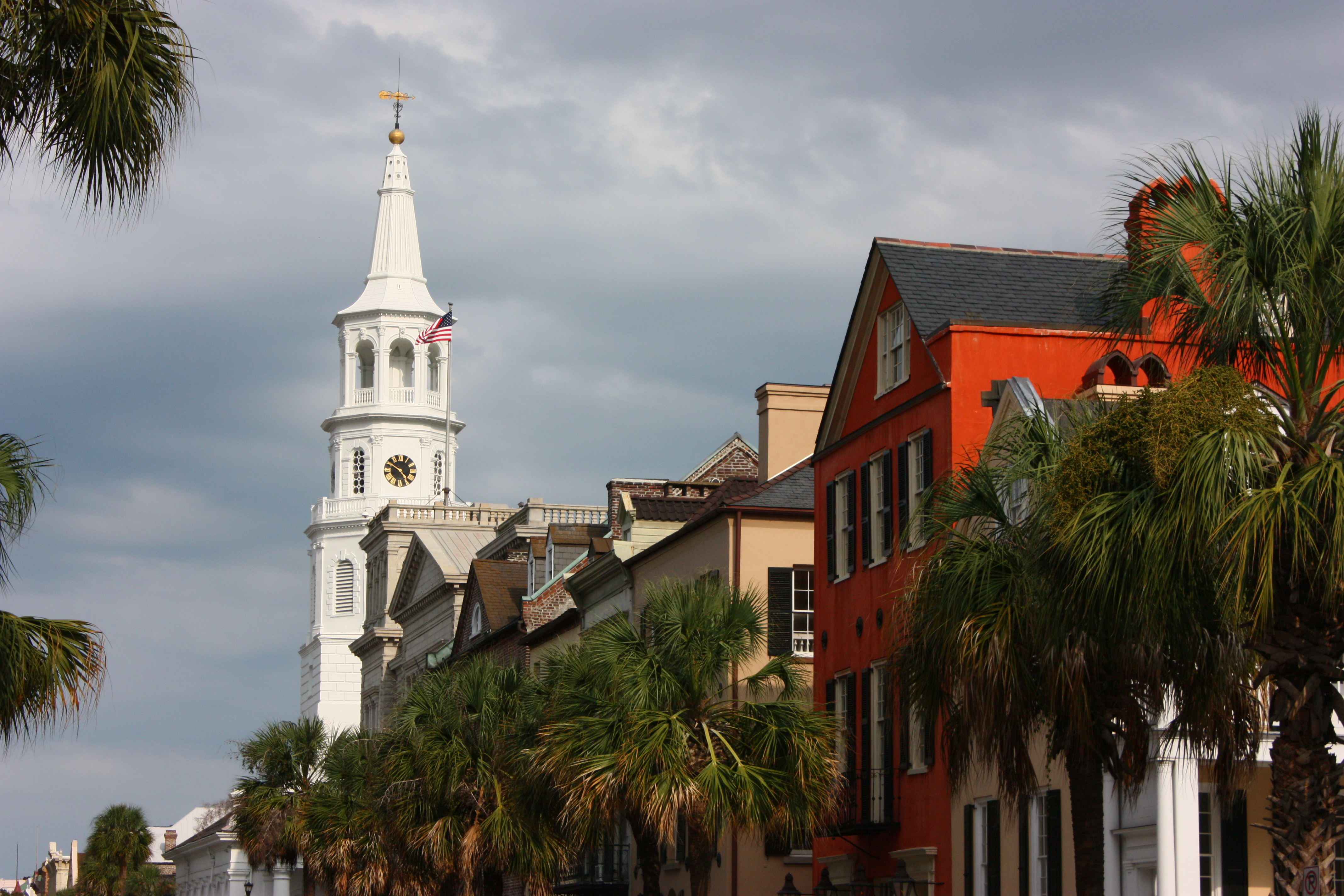
チャールストン
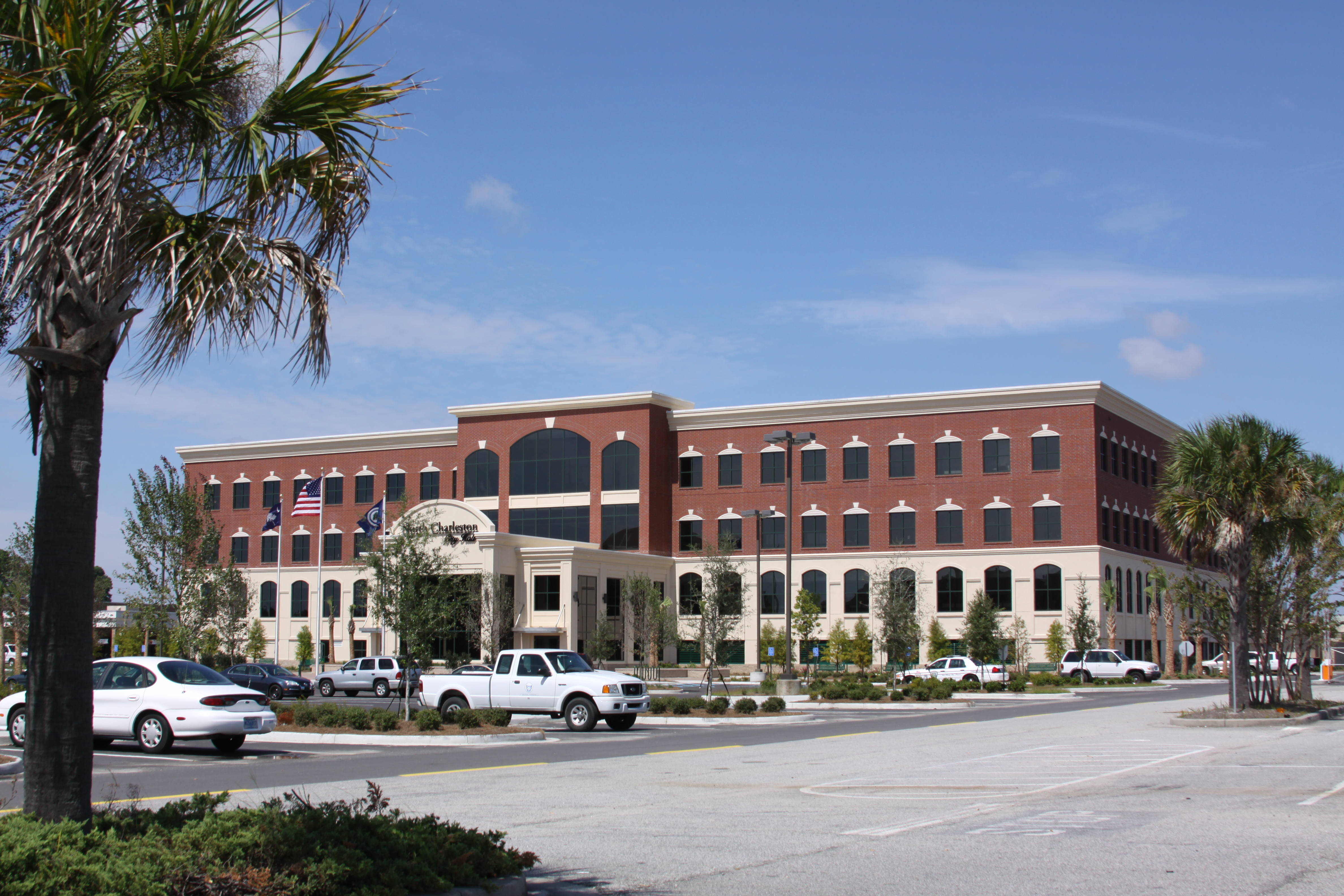
ノースチャールストン
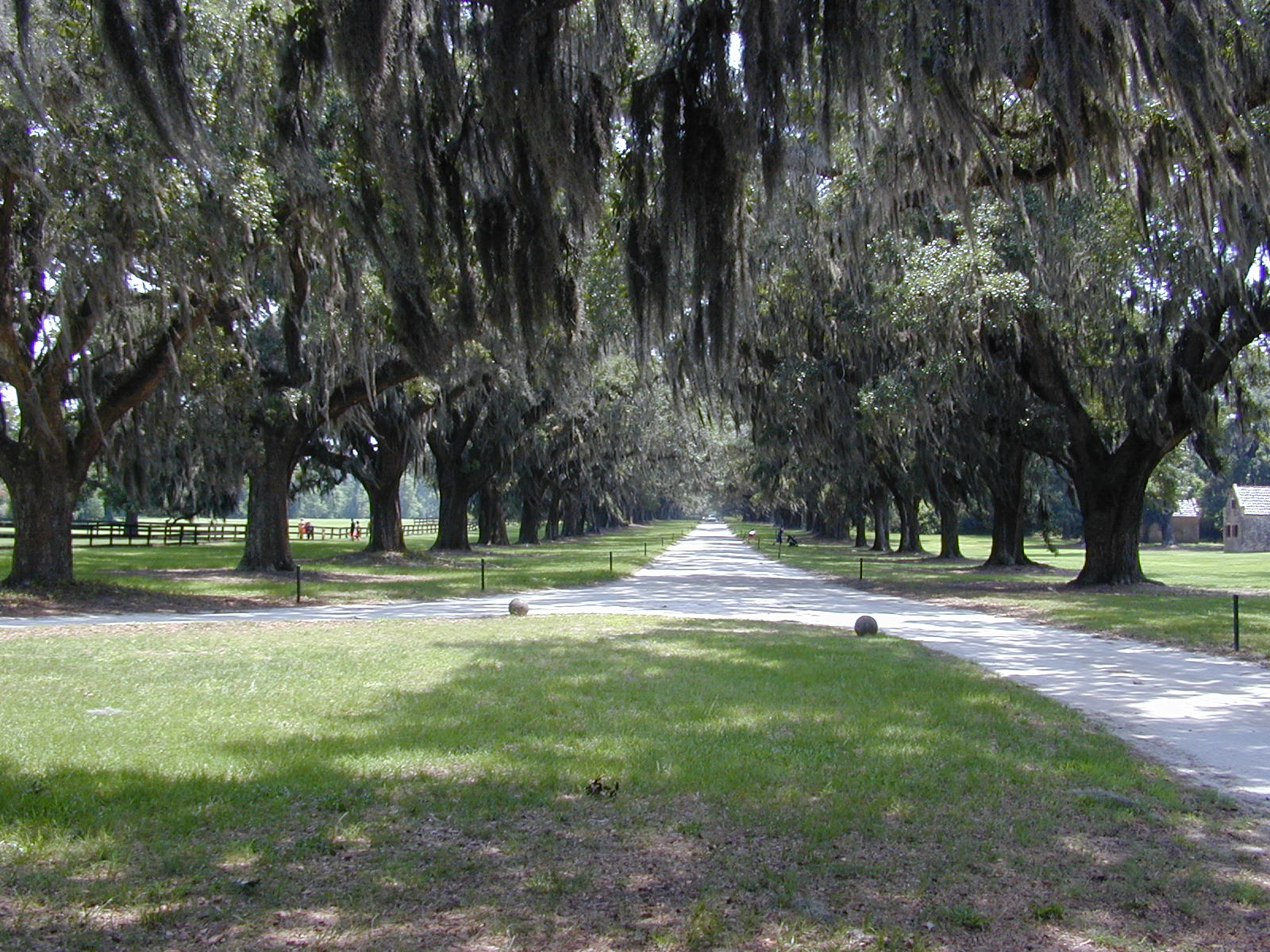
マウントプレザント
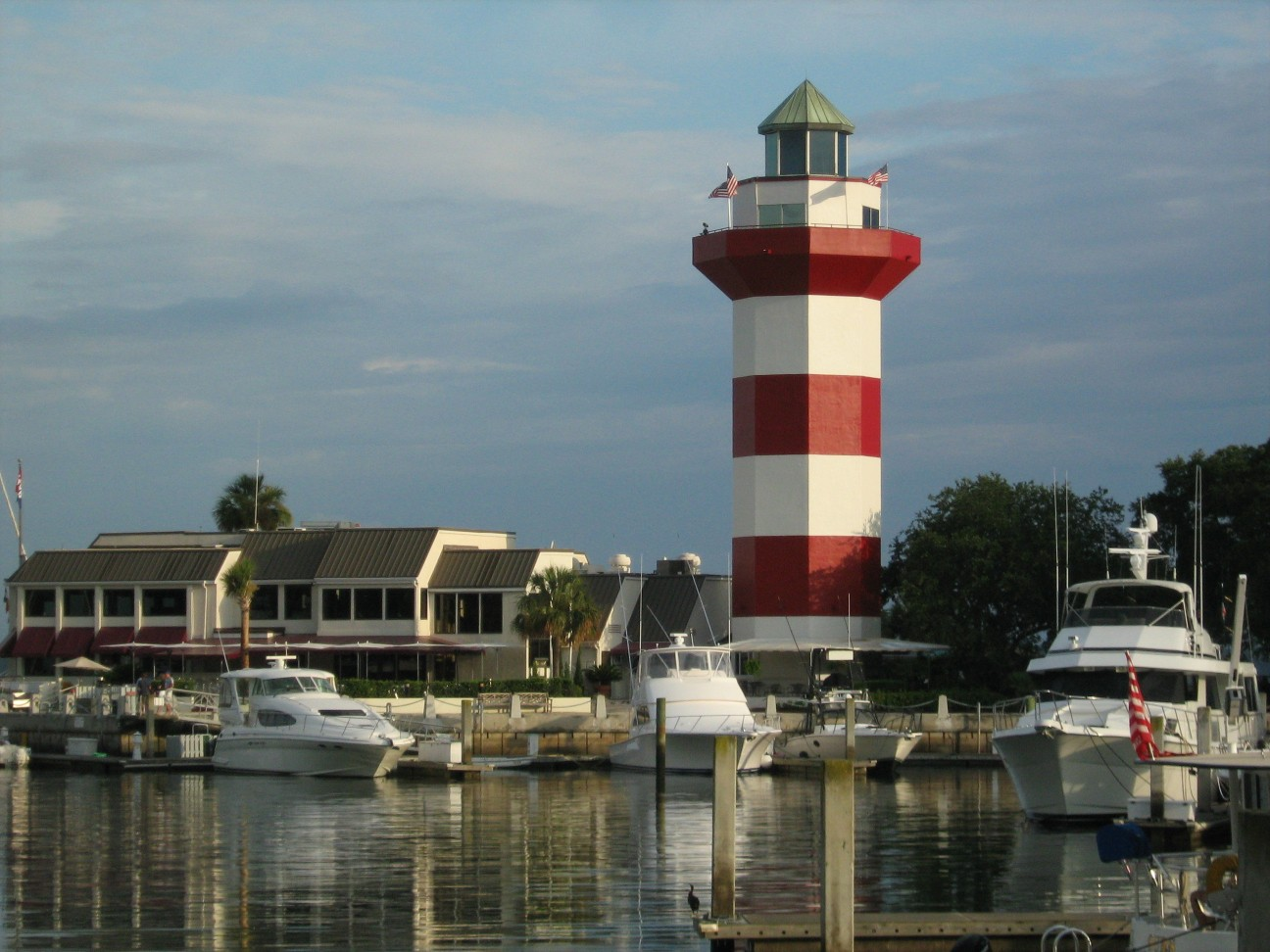
ヒルトンヘッドアイランド
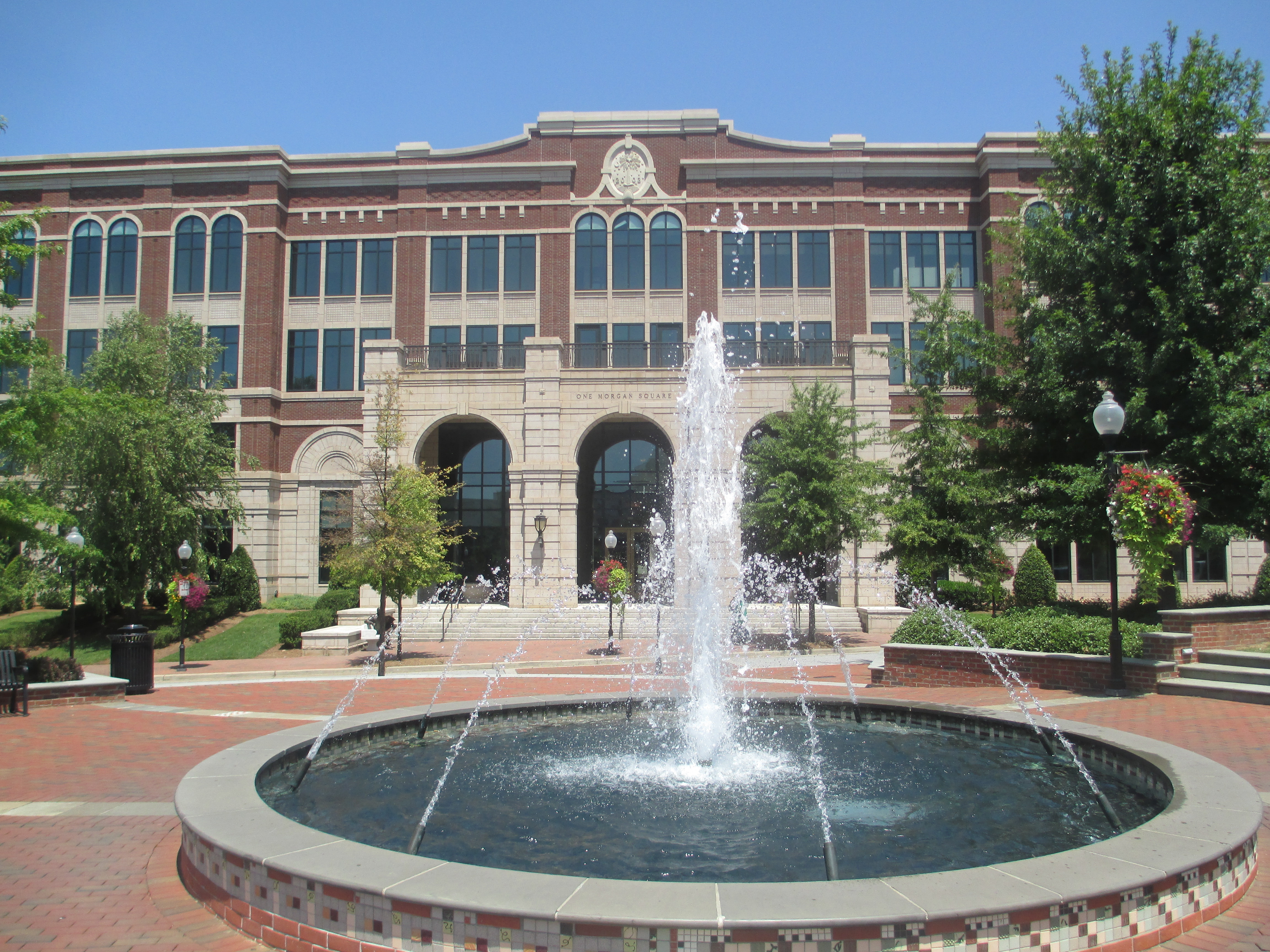
スパータンバーグ
エイキン
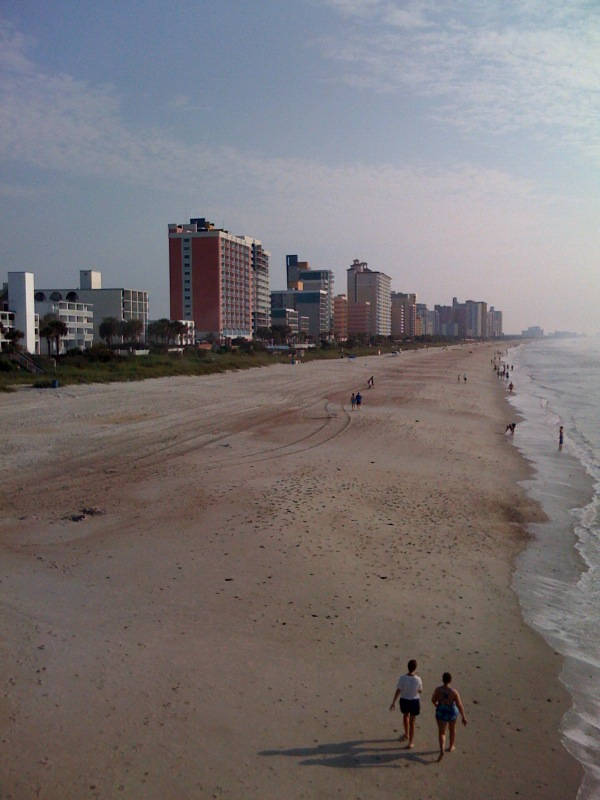
マートルビーチ
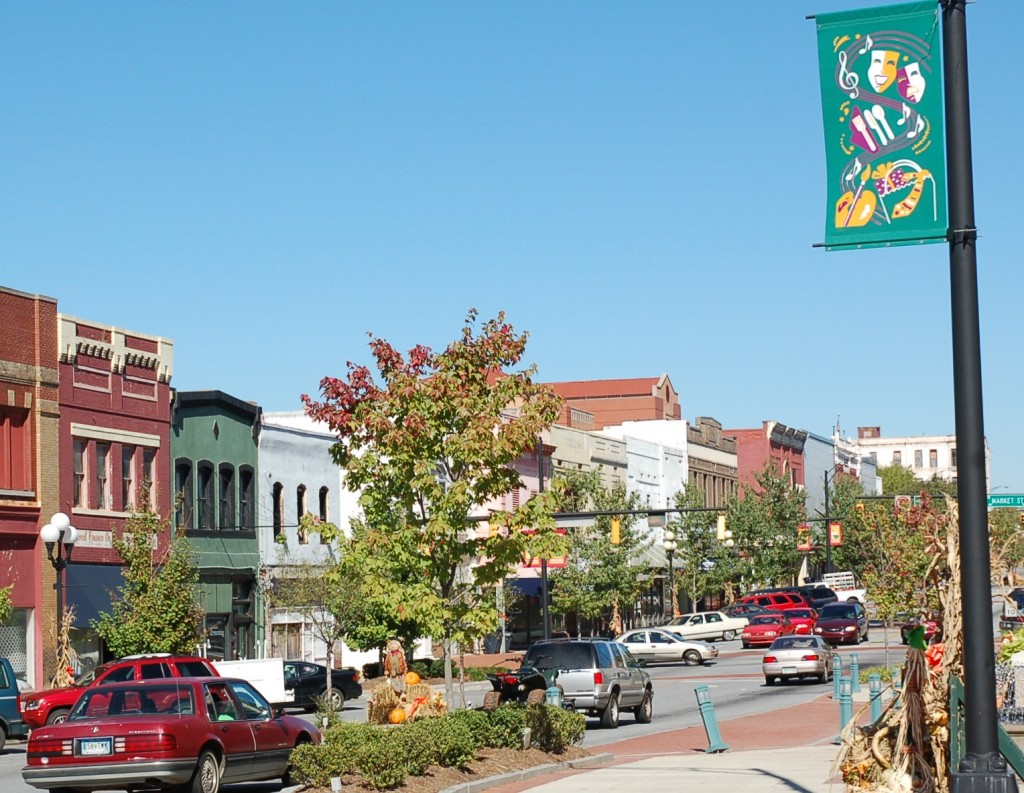
アンダーソン

## 政治と法律

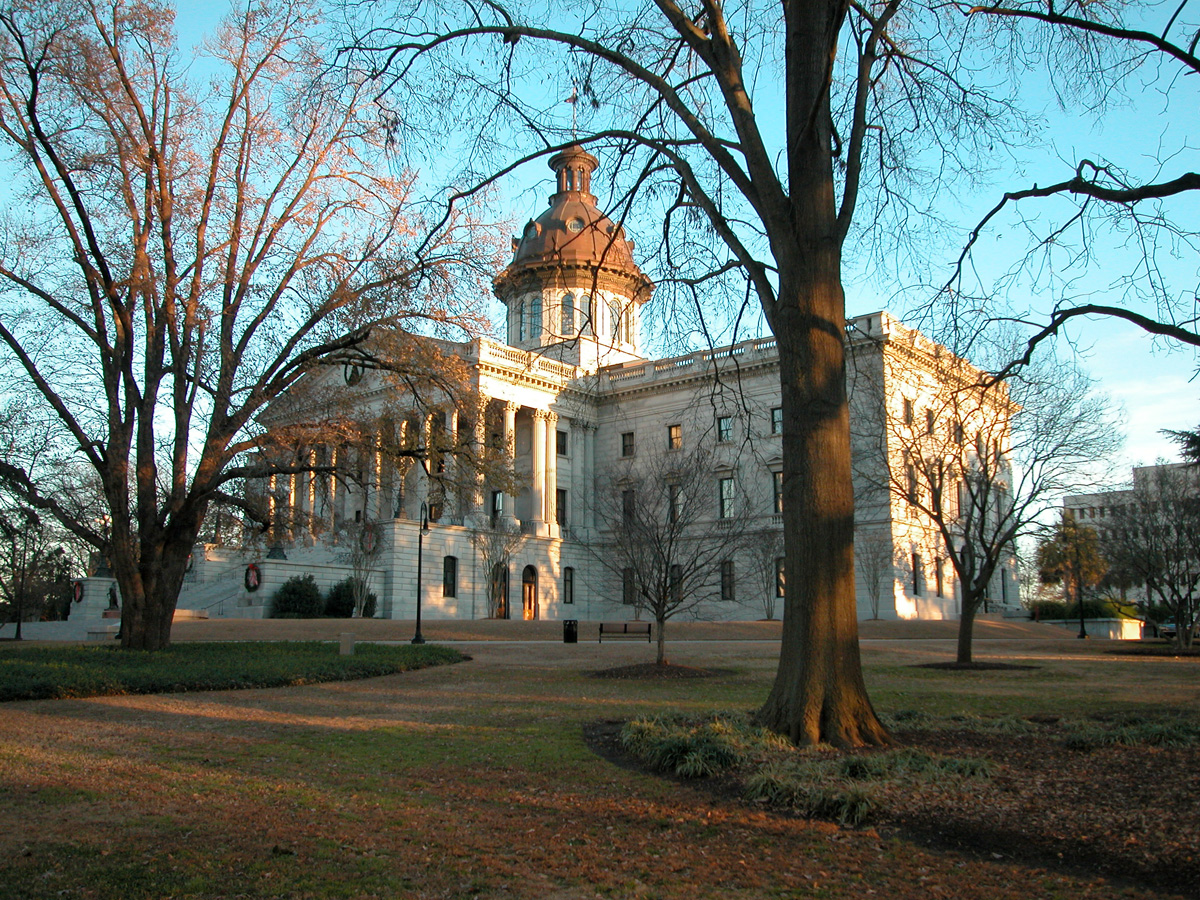
サウスカロライナ州会議事堂

サウスカロライナ州政府は行政、立法、及び司法から成り立っている。州知事は4年ごとに選出され、連続して2期まで務められる。知事は行政の責任者である（いくつかの行政官は選挙で選ぶ）。2023年現在の知事は、共和党のヘンリー・マクマスターである。上下二院制の議会（South Carolina General Assembly）は、上院46名並びに下院124名で構成される。この両院はサウスカロライナ州会議事堂で開催される。司法は最高裁判所、控訴裁判所、巡回裁判所、家庭裁判所、及びその他の区分から構成される。
関連項目：List of Governors of South Carolina、South Carolina government and politics
歴史的に行政府が立法府より弱い。1865年まで州知事は議会から指名されており、「州の議長（President of State）」という肩書きだった。1865年制定憲法から、知事は州民の選挙で選ばれるようになった。1926年州知事の任期が4年間となり、1982年には2期目の再選を求めることができるようになった。1993年、限定的内閣が作られ、閣僚は全て選挙で選ばれることになった。

## 経済

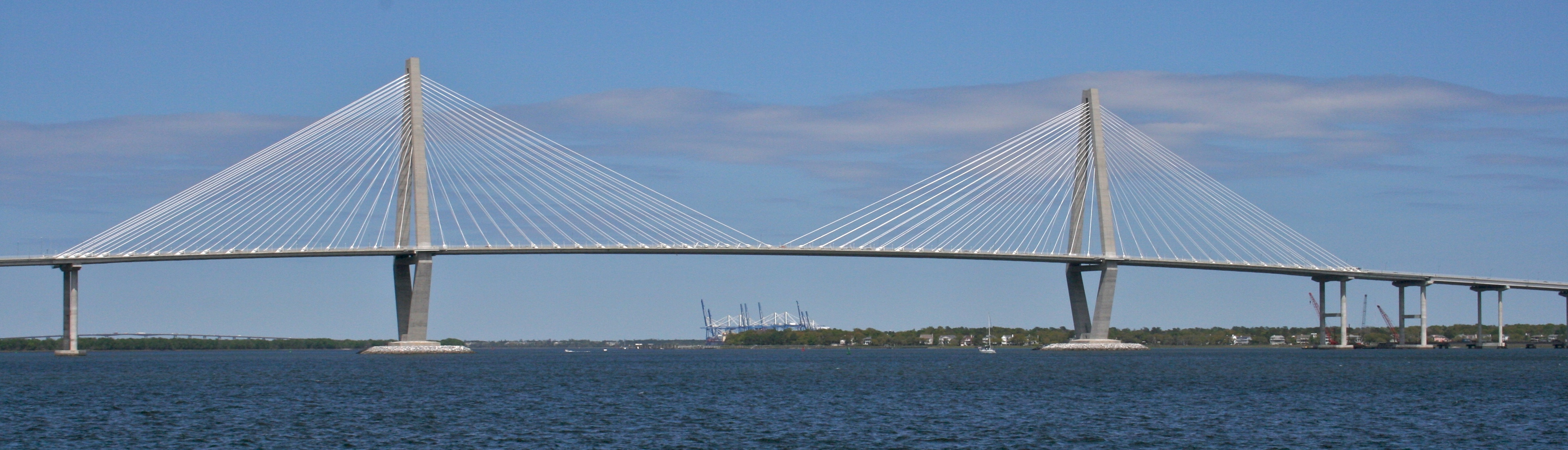
チャールストン港に掛かるアーサー・ラブネル・ジュニア橋。

アメリカ合衆国商務省経済分析局によると、サウスカロライナ州の州総生産高は1997年で970億米ドル、2007年で1,530億米ドルだった。1人当たりの収入は1997年で26,772米ドル、2007年で28,894米ドルであり、合衆国平均と比較すると、1997年では31,619米ドルの85%、2007年では38,020米ドルの76%に相当していた。
サウスカロライナ州の主要農業生産品はたばこ、家禽、牛、酪農製品、大豆、干し草、米及び豚である。工業生産品は繊維製品、化学製品、紙製品、機械、自動車及び自動車部品である。観光業も大きい。労働統計に拠れば、2012年3月時点で、州民の1,852,700人が非農業分野に就業し、そのうち12%が工業、11.5%がレジャー宿泊関連業、19%が商業・運輸・公共事業、11.8%が教育・医療サービス業に従事している。サービス産業は州経済の83.7%の売上高を上げている。

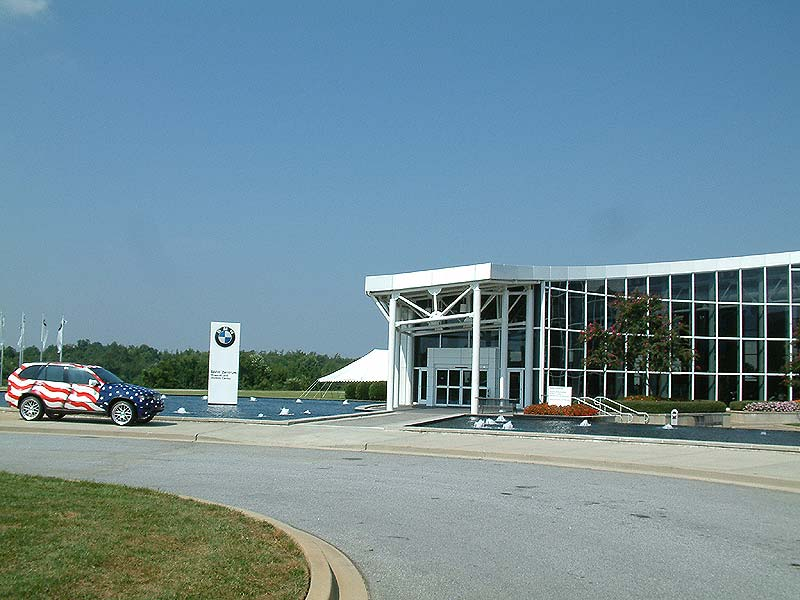
BMWのスパータンバーグ工場。

2000年代後半の経済不況の時、2009年11月12月の州内失業率は12.0%に上った。その後この数字は着実に低下しており、2012年3月には8.9%になっていた。
多くの大企業がその拠点をサウスカロライナ州に移してきた。サウスカロライナ州は労働権の州であり、多くの企業は一時的人材を確保するために人材斡旋業を利用している。この一時雇用は賃金が低く、医療費給付を維持する責任が無いために、企業に人気がある。ロックヒル市にあるドムター社が、サウスカロライナ州では唯一フォーチュン500に載っている企業である。フォーチュン1000では、スキャナ、ソノコ・プロダクツ、スキャンソースが載っている。
サウスカロライナ州会海外からの投資の恩恵も受けている。州内で操業する1,950の外国所有企業が、ほぼ135,000人を雇用している。海外直接投資から2010年には州経済に10億6,000万ドルが投資された。1994年からBMW社がスパータンバーグに製造工場を操業している。

## 交通

### 主要高規格道路
州内を通過する主要州間高速道路としては、東のフローレンスからコロンビアを通り、エイキン近くの南西州境に至る20号線、南東部のチャールストンからコロンビアを通り、北部州境のスパータンバーグに至る26号線、北部のヨーク郡からコロンビアに至る77号線、北部のチェロキー郡からスパータンバーグとグリーンビルを通り、南西部州境のオコニー郡に至る85号線、グリーンビルからクリントン近くで26号線と交わる385号線、北東部ディロン郡からフローレンスに至り、ジャスパー郡で南部州境を越える95号線がある。
| - 州間高速道路20号線 - 州間高速道路26号線 - 州間高速道路73号線（計画中） - 州間高速道路74号線（計画中） - 州間高速道路77号線 - 州間高速道路85号線 - 州間高速道路95号線 - 州間高速道路126号線 - 州間高速道路185号線 - 州間高速道路385号線 - 州間高速道路520号線 - 州間高速道路526号線 | - アメリカ国道1号線 - アメリカ国道17号線 - アメリカ国道21号線 - アメリカ国道25号線 - アメリカ国道29号線 - アメリカ国道52号線 - アメリカ国道76号線 - アメリカ国道178号線 - アメリカ国道221号線 - アメリカ国道278号線 - アメリカ国道321号線 - アメリカ国道378号線 |

2008年3月、アメリカ公共管理協会の会議に提出された「アメリカの州ゴミ処理スコアカード」では、高規格道路など公共の場での語も処理についてサウスカロライナ州を「最悪」に評価した。全米ハイウェイ交通安全管理局に拠れば、ゴミに関連する自動車死亡事故率が極端に高い。

### 鉄道

#### 旅客
アムトラックが州内の旅客列車、クレセント号、パルメット号、シルバーメテオ号、シルバースター号を運行している。クレセント号は北部高地の都市、シルバースター号は中央部の都市、パルメット号とシルバーメテオ号はローカントリーの都市を通っている。

#### 停車駅
| 駅                   | 接続                      |
| -------------------- | ------------------------- |
| カムデン             | シルバースター            |
| ノースチャールストン | パルメット シルバーメテオ |
| コロンビア           | シルバースター            |
| クレムゾン           | クレセント                |
| デンマーク           | シルバースター            |
| ディロン             | パルメット                |
| フローレンス         | パルメット シルバーメテオ |
| グリーンビル         | クレセント                |
| キングスツリー       | パルメット シルバーメテオ |
| スパータンバーグ     | クレセント                |
| ヤマシー             | パルメット シルバーメテオ |

#### 貨物
多くの貨物鉄道会社があり、中でもノーフォーク・サザン鉄道とCSXトランスポーテーションが多い。

### 主要空港と地域空港
重要な空港が州内に7つあり、地域のハブ空港として機能している。最も乗降客数が多いのがチャールストン国際空港である。州境を跨いだノースカロライナ州にはシャーロット・ダグラス国際空港があり、乗降客数では全米11位である。
- コロンビア都市圏空港 - コロンビア市
- チャールストン国際空港 - チャールストン市、ノースチャールストン市
- グリーンビル・スパータンバーグ国際空港 - グリーンビル市、スパータンバーグ市
- フローレンス地域空港 - フローレンス市
- マートルビーチ国際空港 - マートルビーチ市
- ヒルトンヘッド空港 - ヒルトンヘッドアイランド市、ビューフォート市
- ロックヒル/ヨーク郡空港 - ロックヒル市

## 教育
サウスカロライナ州は数学と言語の国際競合標準を採用していない3州の1つである。
州内に85の教育学区があり、幼稚園生から12年生までの学校が1,144校、児童生徒数は2009年秋時点で712,244人だった。2008年から2009年の教育年度で、生徒一人当たり9,450米ドルを遣っており、全米50州の中では第31位だった。2011年、学業成績達成度テストでは平均1,360点だった。

### 高等教育の機関
サウスカロライナ州は、大規模な州立研究型大学から、小さな教養系カレッジ、宗教系カレッジ、軍人育成学校まで、様々にグループ化できる高等教育機関がある。以下は設立順である。
- カレッジ・オブ・チャールストン、1770年設立、1785年認可、州内最古、全米でも第13位の古い高等教育機関であり、国内初の市立カレッジだった。植民地時代のカレッジと共に開校時の姿を保っている。創業者にはアメリカ独立宣言署名者が3人、アメリカ合衆国憲法署名者が3人いた。歴史あるキャンパスはアメリカ合衆国内務省のアメリカ合衆国国家歴史登録財に指定され、チャールストン市の植民地時代から続く都市中心と一体をなしている。アメリカ合衆国南東部では指導的な高等教育機関として[46]、海洋生物学、古典学、芸術史、歴史保存などに力を入れており、全国的に評価されている。大学院でも多くの学位授与プログラムを運営し、全国的に認められた研究のための支援を行っている。「プリンストン・レビュー」からは全国のベスト大学に、「USニューズ・アンド・ワールドレポート」からは全国のベスト大学院に挙げられている。学生数約1万人、大学院生数約2,000人である。
- サウスカロライナ大学、州立、共学、研究型大学であり、コロンビア市にある。広さ359エーカー (1.5 km2) 以上のキャンパスはサウスカロライナ州会議事堂のある所から1都市ブロック以内の都市中心にある。学生数は27,000人以上である。1801年にサウスカロライナ・カレッジとして設立され、ローカントリーと高地部との調和促進を目指した。南北戦争の前の時代には合衆国からの脱退の前線に立ったので、南部の象徴になった。南北戦争から第二次世界大戦までは明確な指針が無く、政権の需要に合わせて何度も改組してきた。1957年、サウスカロライナ大学システムの中に含まれ、管轄範囲を広げた。

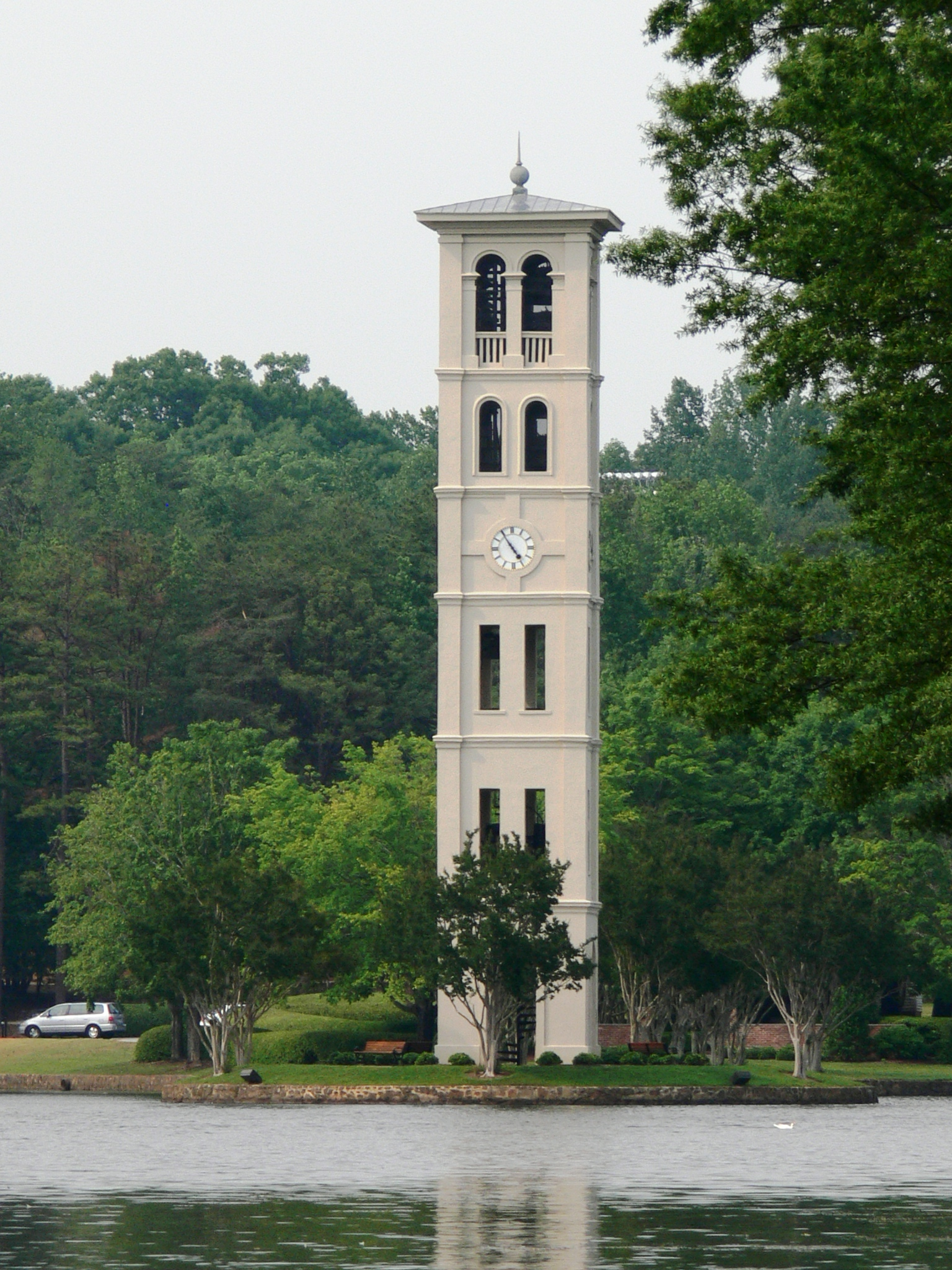
ファーマン大学の鐘衝き塔

- ファーマン大学、私立、共学、無宗派の教養系大学であり、グリーンビル市にある。1826年に設立され、学生数2,600人、大学院生数500人である。州内最大の私立大学である。教育学部と化学学部の2学部のみであり、大学院過程もある。
- アースキン・カレッジ、私立、共学、教養系大学であり、デューウェスト市にある。1839年に設立され、アソシエート改革派長老派教会に属し、神学を教えている。
- サウスカロライナ陸軍士官学校、州が支援する包括的カレッジであり、チャールストン市にある。1842年に設立され、男女の士官候補生部隊教育で知られる。教養と体育および軍事教練を組み合わせている。士官教育に加えて文民教育がシタデル・グラデュエイト・カレッジで行われている。学生数は約2,000人、夜間の文民学生は1,200人である。
- ウォッフォード・カレッジ、小さな教養系カレッジであり、スパータンバーグにある。1854年に、スパータンバーグ生まれ、メソジストの牧師であり、「私の生まれたスパータンバーグで文学、古典、科学教育を行う」ためのカレッジを創設しようとしたベンジャミン・ウォッフォード（1780年-1850年）の遺産10万ドルで設立された。南北戦争の前ではアメリカ合衆国南東部で数少ない4年制大学であり、現在も当初のキャンパスで運営を続けている。
- プレスビテリアン・カレッジ、私立、教養系カレッジ、1880年設立、クリントン市にある。長老派教会の系列であり、学生数は約1,300人である。2007年、「ワシントン・マンスリー」が国内教養系カレッジの第1位にこのカレッジを挙げた[47]。
- ウィンスロップ大学、女子師範学校として、1886年にロックヒル市で設立され、1974年に共学になった。現在は公立であり、学生数は6,000人を超えたところである。州内でも成長速度の高い大学であり、過去5年間で教育用とレクリエーション用の建物が数棟追加され、また今後も増設計画がある。
- クレムソン大学、1889年設立、公立、共学、ランドグラント研究型大学であり、クレムゾン市にある。学生は50州と70以上の国から18,000人以上を集めている。現在拡張中であり、BMWとミシュランとの共同で自動車研究センターを建設中である。この施設では自動車工学の修士号と博士号を提供する予定である。キャンパスにはサウスカロライナ植物園もある。「USニューズ・アンド・ワールドレポート」が国内公立大学25傑に挙げ、州内の他大学は50傑に入っていないので、州内の最高位である。サウスカロライナ州のライフ・アンド・パルメット奨学金の受領者の3分の2が在籍している。
- サウスカロライナ州立大学、1896年設立、昔は黒人大学、オレンジバーグ市にある。ベンジャミン・ティルマンの管理下に設立され、州が支援する唯一のランドグラント大学である。学生数は5,000人に近く、学士号、修士号、博士号を提供している。州内では唯一教育学博士課程がある。
- チャールストン・サザン大学、1969年設立、教養系大学、サウスカロライナ・バプテスト協議会系列。州内最大の認証独立大学であり、学生数は約3,200人である。アメリカのベストカレッジ・バイズ100、軍人に優しい学校、アメリカの最良キリスト教系カレッジなどに挙げられている。キャンパスは元米とインディゴのプランテーションだった300エーカー (1.2 km2) であり、チャールストン大都市圏の中心にある。
- アンダーソン大学、1911年設立、アンダーソン市にある中程度の選抜難度の総合大学であり、約50の教科に学士号と修士号を提供している。学生数は2,300人である。
- ボブ・ジョーンズ大学、1927年設立、無会派大学、原理的キリスト教信仰に基づいて設立された。当初はフロリダ州にあり、テネシー州に移転した後にサウスカロライナに移ってきた[48]。 50州と100以上の国から4,000人の学生を集めている。学部で60以上、大学院で70以上の教育課程がある[49]。
- コースタル・カロライナ大学、1954年設立、1993年に独立大学になった。広さ307エーカー (1.24 km2) のキャンパスに、学生は約8,300人がいる。51の過程に加え、教育、経営管理、海洋学、湿地研究に大学院過程がある。
- フランシス・マリオン大学（元フランシス・マリオン・カレッジ）、州が支援する教養系大学、フローレンス市近くにある。1992年に大学になった。

### 基金規模順の大学・カレッジ
| 州内順位 | 国内順位 | 大学名                                 | 立地都市           | 公立・私立 | 基金額       | 変化率 |
| -------- | -------- | -------------------------------------- | ------------------ | ---------- | ------------ | ------ |
| 1        | 129      | ファーマン大学                         | グリーンビル市     | 私立       | $498,282,000 | 12.2%  |
| 2        | 145      | サウスカロライナ大学                   | コロンビア市       | 公立       | $414,002,000 | 5.8%   |
| 3        | 153      | クレムゾン大学                         | クレムゾン市       | 公立       | $382,189,000 | 15.4%  |
| 4        | 253      | サウスカロライナ医大                   | チャールストン市   | 公立       | $181,554,000 | 24.6%  |
| 5        | 259      | サウスカロライナ士官学校               | チャールストン市   | 公立       | $179,289,000 | 7.5%   |
| 6        | 308      | ウォッフォード・カレッジ               | スパータンバーグ市 | 私立       | $138,211,000 | 9.4%   |
| 7        | 442      | プレスビテリアン・カレッジ             | クリントン市       | 私立       | $69,892,000  | 12.0%  |
| 12       | 507      | コンバース・カレッジ                   | スパータンバーグ市 | 私立       | $57,586,000  | 11.8%  |
| 9        | 762      | スパータンバーグ・メソジスト・カレッジ | スパータンバーグ市 | 私立       | $15,384,000  | 9.1%   |
| 10       | 782      | トリカウンティ工科カレッジ             | ペンドルトン市     | 公立       | $12,954,000  | 8.7%   |
| 11       | 847      | ミッドランズ工科カレッジ               | コロンビア市       | 公立       | $4,717,000   | 13.1%  |
| 8        | 21       | アンダーソン大学                       | アンダーソン市     | 私立       | $32,162,012  | 17.8%  |

- [50]

## 芸術・文化
州内には多くの美術と芸能の会場がある。チャールストン市のギッブス美術館、グリーンビル郡美術館、コロンビア美術館、スパータンバーグ美術館、コロンビア市のサウスカロライナ州立博物館が著名な美術館である。州内には他にも多くの歴史的史跡や博物館が鏤められており、インディアンの時代から現代まで州の歴史に関する展示を行い、行事を開催している。
サウスカロライナ州は、ジェームス・ブラウン、テディ・ペンダーグラス、マキシン・ブラウン、ブルック・ベントンらの音楽家を生んでいる。芸能公演会場としては、グリーンビル市のピースセンター、コロンビア市のコーガー芸術センター、ノースチャールストン・コロシアム、ニューベリー・オペラハウスなどがあり、地方、全国、世界のタレントを呼んでいる。
州内では文化、歴史、民俗に焦点を当てた多くの祭も開催されている。サウスカロライナ州芸術委員会に拠れば、創作的活動で年間92億米ドルの売り上げとなり、78,000人以上を雇用している。2009年にサウスカロライナ大学公衆サービス・制作研究所が行った州全体の世論調査では、州民の67％が過去1年間で何らかの芸術活動に参加し、その回数は平均14回だった。

## 医療
医療の改善に取り組んでいる民間医療基金であるコモンウェルス財団に拠れば、サウスカロライナ州の医療は50州の第33位に位置づけられる。州内の10代出産率はティーンエージャー1,000人に対して53人であり、カイザー・ファミリー財団による全国平均41.9人より多い。乳児死亡率は1,000人当たり9.4人であり、全国平均の6.9人よりやはり多い。医師の数は1,000人当たり2.6人であり、これは全国平均の3.2人より少ない。州内の一人あたり医療費は5,114米ドルであり、全国平均の5,283米ドルよりわずかに少ない。州内の子供の26%、成人の13%は貧困の中に生活しており、全国平均のそれぞれ23%と13%に比較して子供の比率が高い。しかも子供の34%が肥満であり、全国平均の32%より高い。

## 同州出身の著名人
- ジェームス・ブラウン - 音楽家
- ブルック・ベントン - 音楽家
- マキシン・ブラウン - 音楽家
- ディジー・ガレスピー - ジャズ音楽家
- チャビー・チェッカー - 音楽家
- ジョン・フィリップス - 音楽家
- アーサ・キット - 音楽家
- ピーボ・ブライソン - 音楽家
- キャット・アンダーソン - 音楽家
- レジー・サンダース - 野球選手
- ジョー・ジャクソン - 野球選手
- ベン・テイラー - 野球選手 (アメリカ野球殿堂表彰者)
- ラリー・ドビー - 野球選手 (アメリカ野球殿堂表彰者)
- ウィリー・ランドルフ - 野球選手・監督
- アル・ローゼン - 野球選手・ゼネラルマネージャー
- ケビン・ガーネット - バスケットボール選手
- ジェイ・ジャクソン-野球選手（NPBプレイヤー）